# Leichtathletik-Europameisterschaften 2010
| 20. Leichtathletik-Europameisterschaften          | 20. Leichtathletik-Europameisterschaften  |
| ------------------------------------------------- | ----------------------------------------- |
| Logo der 20. Leichtathletik-Europameisterschaften |                                           |
| Stadt                                             | Barcelona                                 |
| Stadion                                           | Olympiastadion                            |
| Teilnehmende Länder                               | 50                                        |
| Teilnehmende Athleten                             | 1370                                      |
| Wettbewerbe                                       | 47 (Männer: 24 / Frauen: 23)              |
| Eröffnung                                         | 26. Juli 2010                             |
| Schlussfeier                                      | 1. August 2010                            |
| Eröffnet durch                                    | Jordi Hereu (Bürgermeister von Barcelona) |
| Chronik                                           |                                           |
| ← Göteborg 2006                                   | Helsinki 2012 →                           |

| Medaillenspiegel (Endstand nach 47 Entscheidungen) | Medaillenspiegel (Endstand nach 47 Entscheidungen) | Medaillenspiegel (Endstand nach 47 Entscheidungen) | Medaillenspiegel (Endstand nach 47 Entscheidungen) | Medaillenspiegel (Endstand nach 47 Entscheidungen) | Medaillenspiegel (Endstand nach 47 Entscheidungen) |
| Platz                                              | Land                                               | Gold                                               | Silber                                             | Bronze                                             | Gesamt                                             |
| -------------------------------------------------- | -------------------------------------------------- | -------------------------------------------------- | -------------------------------------------------- | -------------------------------------------------- | -------------------------------------------------- |
| 1                                                  | Frankreich                                         | 08                                                 | 06                                                 | 04                                                 | 18                                                 |
| 2                                                  | Russland                                           | 08                                                 | 04                                                 | 05                                                 | 17                                                 |
| 3                                                  | Großbritannien                                     | 06                                                 | 10                                                 | 04                                                 | 20                                                 |
| 4                                                  | Deutschland                                        | 05                                                 | 06                                                 | 07                                                 | 18                                                 |
| 5                                                  | Polen                                              | 03                                                 | 01                                                 | 06                                                 | 10                                                 |
| 6                                                  | Türkei                                             | 03                                                 | –                                                  | –                                                  | 03                                                 |
| 7                                                  | Ukraine                                            | 02                                                 | 04                                                 | 01                                                 | 07                                                 |
| 8                                                  | Italien                                            | 02                                                 | 03                                                 | 03                                                 | 08                                                 |
| 9                                                  | Spanien                                            | 02                                                 | 02                                                 | 01                                                 | 5                                                  |
| 10                                                 | Kroatien                                           | 02                                                 | –                                                  | –                                                  | 02                                                 |
| Vollständiger Medaillenspiegel                     |                                                    |                                                    |                                                    |                                                    |                                                    |

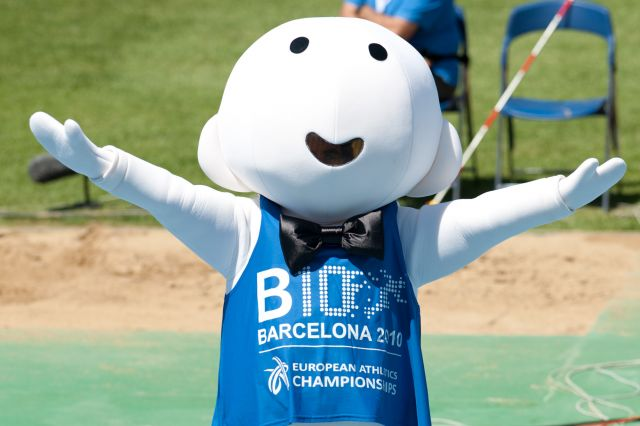
Maskottchen „Barni“

Die 20. Leichtathletik-Europameisterschaften wurden vom 27. Juli bis 1. August 2010 in der spanischen Stadt Barcelona ausgetragen.

## Vergabe
Das Exekutivkomitee des Europäischen Leichtathletik-Verbands European Athletic Association (EAA) bestätigte die katalanische Metropole am 29. April 2006 am Rande seiner Sitzung in Göteborg als Austragungsort. Zuvor war Barcelona 2001 bei der Vergabe der Europameisterschaften 2006 der Bewerbung Göteborgs unterlegen.

## Wettkampforte

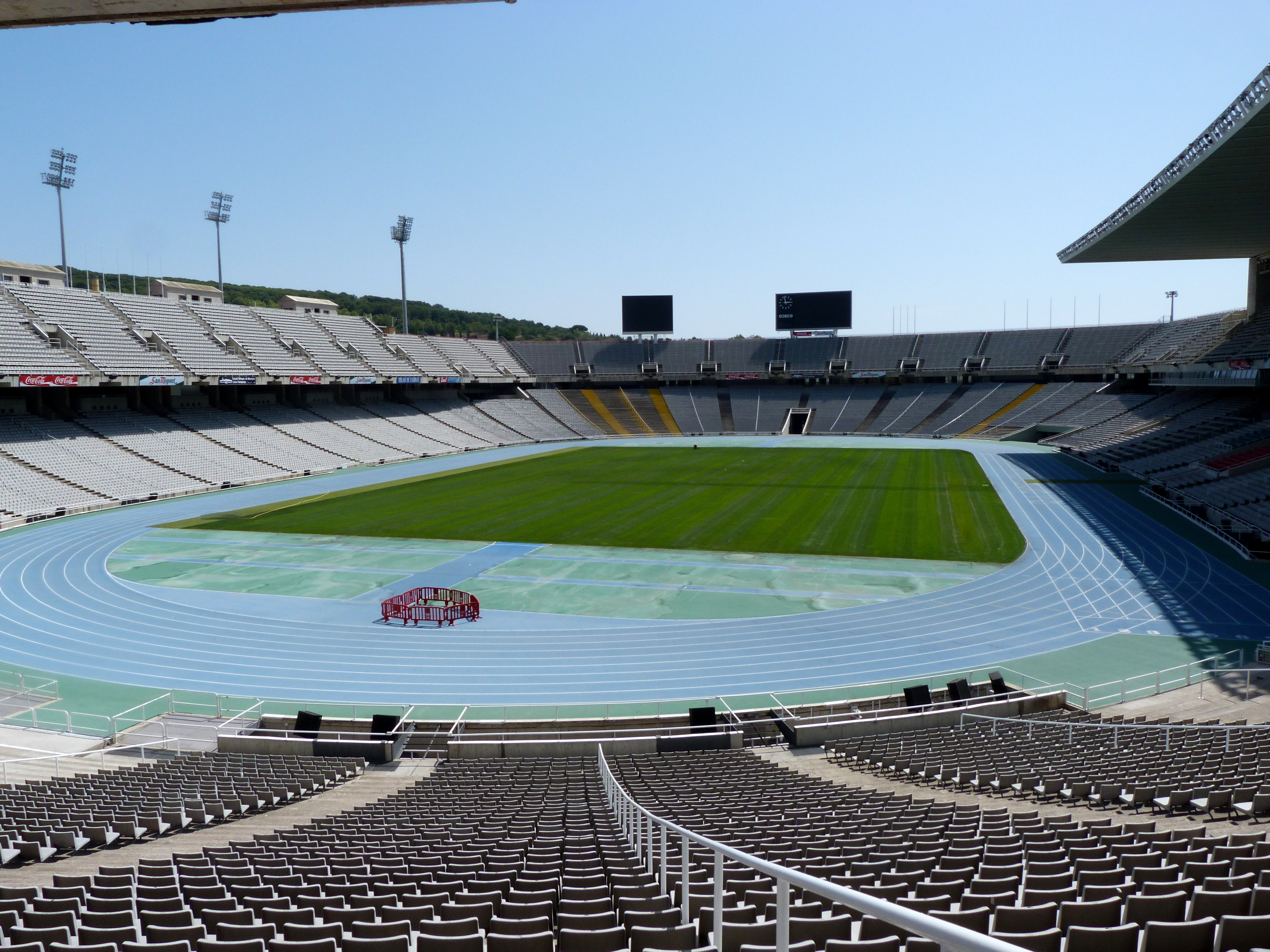
Das Olympiastadion Estadi Olímpic Lluís Companys
Barcelona im Jahr 2012

Der Großteil der Wettkämpfe fand im Olympiastadion Barcelona (Estadi Olímpic Lluís Companys) statt, das bereits Schauplatz der Olympischen Spiele 1992 war. Ausnahme waren die beiden Marathonläufe sowie die drei Gehwettbewerbe, die in den Straßen Barcelonas ausgetragen wurden.

## Eröffnungsfeier
Die Eröffnungsfeier der Leichtathletik-Europameisterschaften 2010 fand am Abend des 26. Juli 2010 am Brunnen Font Magica auf dem Gelände der Weltausstellung von 1929 am Fuße des Montjuïc statt. Damit war zum zweiten Mal nach Göteborg 2006 nicht das Stadion Ort der Eröffnungsfeier der Leichtathletik-Europameisterschaften.

## Teilnehmer
Zu den Wettkämpfen entsandten alle fünfzig Mitgliedsverbände der European Athletic Association eine Delegation nach Barcelona. Insgesamt waren 1370 Athleten gemeldet.
| Teilnehmer (1370) | Teilnehmer (1370) | Teilnehmer (1370) | Teilnehmer (1370) |
| --- | --- | --- | --- |
| - Albanien (2) - Andorra (6) - Armenien (3) - Aserbaidschan (5) - Belarus (44) - Belgien (33) - Bosnien und Herzegowina (2) - Bulgarien (16) - Dänemark (15) - Deutschland (73) - Estland (17) - Finnland (42) - Frankreich (62) | - Georgien (2) - Gibraltar (1) - Griechenland (33) - Großbritannien (71) - Irland (33) - Island (6) - Israel (16) - Italien (74) - Kroatien (12) - Lettland (23) - Liechtenstein (1) - Litauen (25) - Luxemburg (1) | - Malta (2) - Mazedonien (2) - Republik Moldau (6) - Monaco (1) - Montenegro (2) - Niederlande (36) - Norwegen (39) - Österreich (16) - Polen (72) - Portugal (42) - Rumänien (33) - Russland (109) - San Marino (2) | - Schweden (47) - Schweiz (22) - Serbien (12) - Slowakei (19) - Slowenien (34) - Spanien (79) - Tschechien (42) - Türkei (21) - Ukraine (62) - Ungarn (23) - Zypern (10) |

## Wettbewerbe
Bei den Leichtathletik-Europameisterschaften wurden Wettbewerbe in fünf unterschiedlichen Wettbewerbsgruppen ausgetragen: Laufen, Springen, Werfen, Gehen und Mehrkampf. Die Frauen maßen sich in 23, die Männer in 24 Disziplinen. Das EM-Programm für Frauen und Männer war wie bereits bei den vorangegangenen Europameisterschaften fast identisch. Abweichungen gab es in der Länge der kurzen Hürdenstrecke, in den Gewichten der Wurfgeräte sowie in der Anzahl der Mehrkampfdisziplinen. Einzig das 50-km-Gehen blieb noch alleine den Männern vorbehalten. Diese Disziplin wurde für die Frauen 2018 Teil der Europameisterschaften. Von 2022 an wurde die Distanz der langen Gehstrecke für Männer und Frauen auf 35 Kilometer verkürzt. Unterschiede im Wettbewerbsprogramm für Frauen und Männer gab es von 2018 an alleine bei den Gewichten von Wurfgeräten, in den Höhen der Hürden und der Länge der kurzen Hürdensprintstrecke, sowie schließlich im Mehrkampf.

## Doping
Bei diesen Europameisterschaften kam die kaum zu glaubende Zahl von vierzig nachgewiesenen Dopingfällen zustande. Dieser Wert liegt in ähnlichen Dimensionen wie bei anderen großen internationalen Meisterschaften und Olympischen Spielen dieser Zeit und zeigt, in welchen Sumpf von Betrügereien und erschlichenen Leistungen die Leichtathletik geraten war.
Betroffen waren insgesamt neun Nationen, Russland ragt dabei besonders heraus. Im Einzelnen sieht die Verteilung folgendermaßen aus:

Russland: 21 / Belarus: 6 / Türkei: 4 / Griechenland: 2 / Republik Moldau: 2 / Spanien: 2 / Litauen: 1 / Tschechien: 1 / Ukraine: 1
Folgende Sportler wurden bei diesen Europameisterschaften wegen Verstoßes gegen die Antidopingbestimmungen disqualifiziert:
- José Luis Blanco (Spanien) – 3000 Meter Hindernis, zunächst Dritter. Er wurde bei den spanischen Meisterschaften im Juli 2010 positiv auf EPO getestet. Sein EM-Resultat wurde annulliert und er wurde bis zum 26. Oktober 2012 gesperrt.[4]
- Ildar Minschin (Russland) – 3000 Meter Hindernis, zunächst Sechster. Ihm wurde nachträglich die Einnahme verbotener Substanzen im August 2009 nachgewiesen. Er wurde für zwei Jahre gesperrt, sein EM-Ergebnis wurde ihm aberkannt.[5]
- Stanislaw Jemeljanow (Russland) – 20-km-Gehen, zunächst Erster. Am 29. Juli 2014 wurde bekanntgegeben, dass ihm wegen auffälliger Blutwerte im Biologischen Pass alle Ergebnisse ab dem 26. Juli 2010 aberkannt werden, somit auch die Goldmedaille beim 20 km Gehen in Barcelona.[6]
- Ruslan Dmytrenko (Ukraine) – 20-km-Gehen, zunächst Zwölfter. Am 8. Februar 2010 wurden für ihn Sanktionen wegen Dopingmissbrauchs verhängt. Seine Resultate in der Zeit vom 14. August 2008 bis 3. August 2012 wurden annulliert. Darüber hinaus erhielt er eine Sperre von zwei Jahren.[7]
- Sergei Kirdjapkin (Russland) – 50-km-Gehen, in seinem Gehwettbewerb nicht im Ziel. Er wurde wegen Auffälligkeiten in seinem Biologischen Pass im Januar 2015 rückwirkend zum 15. Oktober 2012 für drei Jahre und zwei Monate gesperrt. Seine Resultate zwischen dem 20. Juli 2009 und dem 20. September 2009, zwischen dem 29. Juni 2010 und dem 29. August 2010 sowie zwischen dem 17. Dezember 2011 und dem 11. Juni 2012 wurden annulliert.[8]
- Andrej Michnewitsch (Belarus) – Kugelstoßen, zunächst Erster. Ihm wurden 2013 seine Resultate von 2007 bis 2011 aberkannt. Als Mehrfachtäter wurde er auf Lebenszeit gesperrt.[9]
- Pawel Lyschyn (Belarus) – Kugelstoßen, zunächst Siebter. Unter anderem seine Platzierung bei diesen Europameisterschaften wurde annulliert.[10]
- Remigius Machura jun. (Tschechien) – Kugelstoßen, in der Qualifikation ausgeschieden. Er wurde im September 2010 positiv auf Doping mit Hormonen getestet und erhielt eine Sperre von zwei Jahren. Sein EM-Resultat von 2010 wurde annulliert.[11]
- Anastassija Kapatschinskaja (Russland) – 200 Meter, zunächst Vierte, 4-mal 400 Meter, zunächst Erste. Sie wurde der Einnahme gleich zweier verbotener Substanzen überführt. Dabei handelte es sich um das Anabolikum Turinabol sowie das anabole Steroid Stanozolol.[12]
- Julija Tschermoschanskaja (Russland) – 200 Meter, zunächst Siebte, 4-mal 100 Meter, zunächst Vierte. Auch ihr wurde der Missbrauch von Stanozolol und Turinabol nachgewiesen.[13]
- Tatjana Firowa (Russland) – 400 Meter, zunächst Erste, 4-mal 400 Meter, zunächst Erste. Im sogenannten McLaren-Report wurde institutionelles Doping in Russland untersucht und aufgedeckt. Tatjana Firowa gehörte zu den Athleten, die von 2012 bis 2013 Teil eines Dopingprogramms mit Anabolen Steroiden waren. Bereits 2008 hatte sie durch nicht abgegebene Dopingproben gegen die Bestimmungen verstoßen. Der Europameistertitel wurde ihr aberkannt, die nachfolgenden Athletinnen rückten um jeweils einen Rang nach vorne.[14]
- Pınar Saka (Türkei) – 400 Meter, im Vorlauf ausgeschieden, 4-mal- 400 Meter, im Vorlauf ausgeschieden. Der türkische Leichtathletikverband TAF sprach 2013 gegen 31 positiv auf Dopingmittel getestete Athleten Sperren aus. Zu ihnen gehörte auch Pınar Saka, deren Resultat bei diesen Europameisterschaften annulliert wurde.[15]
- Marija Sawinowa (Russland) – 800 Meter, zunächst Erste. Der Internationale Sportgerichtshof CAS löschte alle ihre Ergebnisse zwischen Juli 2010 und August 2013. Das Urteil fundiert auf klaren Abweichungen im Biologischen Pass, die Sawinowas Verstoß gegen die Dopingbestimmungen nachweisen.[16]
- Swetlana Kljuka (Russland) – 800 Meter, zunächst Achte. Sie wurde aufgrund von Unregelmäßigkeiten in ihrem Biologischen Pass suspendiert, ihre Ergebnisse wurden entsprechend annulliert.[17]
- Olga Cristea, (Republik Moldau) – 800 Meter, im Vorlauf ausgeschieden. Bei ihr wurden überhöhte Testosteron-Werte festgestellt. Sie erhielt eine zweijährige Sperre, ihr Resultat bei diesen Europameisterschaften wurde annulliert.[18]
- Swjatlana Ussowitsch, (Belarus) – 800 Meter, im Vorlauf ausgeschieden/4-mal 400 Meter, Rang sieben. Ihr wurde bei Nachtests nachgewiesen, dass sie bereits 2008 gegen die Antidopingbestimmungen verstoßen hatte. Ihre Ergebnisse wurden entsprechend annulliert.[19] Davon betroffen war auch die belarussische Staffel über 4-mal 400 Meter, der ihr siebter Rang aberkannt wurde.[20]
- Tatjana Andrianowa, (Russland) – 800 Meter, im Vorlauf ausgeschieden. Sie wurde mehrfach bei Verstößen gegen die Antidopingbestimmungen erwischt. Unter anderem wurden ihre Resultate vom 26. Juli 2010 bis 25. Juli 2012 gestrichen.[21]
- Aslı Çakır Alptekin (Türkei) – 1500 Meter, zunächst Fünfte. Die türkische Läuferin ist eine Mehrfachtäterin in Sachen Doping. Schon 2004 wurde sie positiv auf Methenolon getestet. Nun wurde Alptekin erneut suspendiert und 2015 rückwirkend für acht Jahre gesperrt, ein Strafmaß, das der Weltleichtathletikverband Weltleichtathletikverband (damals IAAF) für Wiederholungstäterinnen vorschreibt.[22]
- Anna Alminowa (Russland) – 1500 Meter, zunächst Sechste. Sie wurde positiv auf die verbotene Substanz Pseudoephedrin getestet. Ihr Resultat der Europameisterschaften von 2010 wurde später annulliert.[23]
- Natallja Karejwa (Belarus) – 1500 Meter, im Vorlauf ausgeschieden. Bei ihr wurden Abweichungen im Biologischen Pass für den 28. Juli 2010 nachgewiesen, die ihren Dopingbetrug belegten. Ihr Resultat bei diesen Europameisterschaften wurde annulliert und sie erhielt eine Sperre vom 22. August 2014 bis 21. August 2016.[24]
- Natalja Jewdokimowa (Russland) – 1500 Meter, im Vorlauf ausgeschieden. Ihr wurde per Bluttest Dopingmissbrauch nachgewiesen. Ihre Resultate vom 17. August 2009 bis 29. Mai 2012 wurden gestrichen und sie wurde beginnend am 14. April 2016 für vier Jahre gesperrt.[25]
- Alemitu Bekele (Türkei) – 5000 Meter, zunächst Sechste. Sie wurde im Jahr 2013 wegen Dopingmissbrauchs gesperrt und nachträglich disqualifiziert.[26]
- Marija Konowalowa (Russland) – 5000 Meter, zunächst Fünfte. Sie wurde aufgrund von Unregelmäßigkeiten ihres Biologischen Pass für zwei Jahre suspendiert. Außerdem wurden ihr zahlreiche Resultate, darunter ihre Platzierung bei den Europameisterschaften 2010 aberkannt.[27]
- Jelisaweta Gretschischnikowa (Russland) – 5000 Meter, zunächst Neunte. Aufgrund von Unregelmäßigkeiten in ihrem Biologischen Pass wurden alle ihre Ergebnisse von 2009 bis 2013 annulliert.[28]
- Meryem Erdoğan (Türkei) – 5000 (zunächst Siebte), 10.000 Meter (zunächst Fünfte). Sie wurde 2012 wegen Abweichungen in ihrem Blutpass für zwei Jahre gesperrt. Unter anderem auch ihre Resultate der Europameisterschaften von 2010 wurden annulliert.[29]
- Inga Abitowa (Russland) – 10.000 Meter (zunächst Zweite). Sie wurde der Einnahme der verbotenen Substanz Turinabol überführt. Ihr Resultat von den Europameisterschaften von 2010 wurde annulliert.[12]
- Lilija Schobuchowa (Russland) – 10.000 Meter (DNF). Sie wurde Ende April 2014 wegen Dopingmissbrauchs gesperrt, unter anderem ihr EM-Resultat von 2010 wurde annulliert. Vorausgegangen waren Enthüllungen zu Zahlungen in Größenordnungen von insgesamt einer halben Million US-Dollar für Bestechungen, Freikäufe, Startberechtigungen, in die auch der frühere Präsident der IAAF (heute World Athletics) Lamine Diack verwickelt war.[30]
- Živilė Balčiūnaitė (Litauen) – Marathonlauf (zunächst Erste). Sie wurde der Einnahme der verbotenen Substanzen Testosteron und Epitestosteron überführt. Sie erhielt eine Sperre von zwei Jahren bis zum 6. September 2012. Ihr Resultat von den Europameisterschaften von 2010 wurde annulliert.[31]
- Nailja Julamanowa (Russland) – Marathonlauf (zunächst Zweite). Sie wurde der Einnahme von Substanz Steroiden überführt und erhielt eine Sperre. Ihre Silbermedaille von den Europameisterschaften von 2010 musste sie zurückgeben.[17]
- Irina Timofejewa (Russland) – Marathonlauf (zunächst Neunte). Nach Unregelmäßigkeiten in ihrem Biologischen Pass wurde ihr Resultat von den Europameisterschaften von 2010 annulliert.[32]
- Marta Domínguez (Spanien) – 3000 Meter Hindernis (zunächst Zweite). Im November 2015 wurde der ihr nach einem Urteil des Internationalen Sportgerichtshofs CAS der Vizeeuropameistertitel wegen Dopingmissbrauchs aberkannt.[33]
- Ljubow Charlamowa (Russland) – 3000 Meter Hindernis (zunächst Dritte). Sie wurde, nachdem sie aufgrund von Domínguez’ Disqualifikation zunächst auf den zweiten Platz vorgerückt war, vom russischen Leichtathletik-Verband RusAF wegen positiver Dopingtests für zwei Jahre gesperrt. Ihr EM-Resultat von 2010 wurde gestrichen.[34]
- Iríni Kokkinaríou (Griechenland) – 3000 Meter Hindernis (im Vorlauf ausgeschieden). Sie gehörte zu neun Athleten, die zwei Tage vor Beginn der Olympischen Spiele 2012 für zwei Jahre gesperrt wurden. Ihr wurden über ein neues Verfahren der Welt-Anti-Doping-Agentur WADA Abweichungen im Blutpass nachgewiesen.[35]
- In der türkischen Mannschaft – in der Vorrunde ausgeschieden – war Pınar Saka als Schlussläuferin eingesetzt, deren Resultat auch im Einzelrennen über 400 Meter wegen Verstoßes gegen die Dopingbestimmungen gestrichen wurde. In Konsequenz wurde auch das Ergebnis der türkischen Staffel annulliert.[15]
- Olga Kaniskina (Russland) – 20-km-Gehen (zunächst Erste). Ihr wurden nach einem Urteil des Internationalen Sportgerichtshofs vom März 2016 alle Ergebnisse zwischen dem 5. August 2009 und dem 15. Oktober 2012 wegen Dopingmissbrauchs gestrichen.[36]
- Athanasía Pérra (Griechenland) – Weitsprung (zunächst Zehnte). Sie wurde nachträglich des Dopings überführt und disqualifiziert.[37]
- Nadseja Astaptschuk (Belarus) – Kugelstoßen (zunächst Erste). Sie wurde schon zum dritten Mal des Dopingbetrugs überführt. Die Athletin wurde für vier Jahre von allen Wettkämpfen ausgeschlossen und entging nur knapp einer lebenslänglichen Sperre.[38]
- Natallja Michnewitsch (Belarus) – Kugelstoßen (zunächst Zweite). Auch sie war bereits früher als Dopingsünderin enttarnt worden – so auch bei diesen.[39][40]
- Zalina Marghieva (Moldawien) – Hammerwurf (zunächst Fünfte). Sie wurde nachträglich für zwei Jahre gesperrt, nachdem im Jahr 2013 ein Nachtest ihrer Dopingprobe von den Weltmeisterschaften 2009 positiv ausgefallen war. Unter anderem ihr EM-Resultat wurde gestrichen.[41]
- Marija Abakumowa (Russland) – Speerwurf (zunächst Fünfte). Sie hatte bereits ihre Silbermedaille von den Olympischen Spielen 2008 verloren. Nun wurden ihr auch ihre Medaillen und Platzierungen von den Weltmeisterschaften 2009/2011 und den Europameisterschaften 2010 aberkannt.[42]
- Tatjana Tschernowa (Russland) – Siebenkampf (zunächst Vierte). Aufgrund von Blutdoping waren ihr bereits ihr Weltmeister-Titel von 2011 und ihre Bronzemedaille von den Olympischen Spielen 2012 aberkannt worden. Zusätzlich wurden jetzt auch ihre Medaillen und Platzierungen von den Olympischen Spielen 2008 und den Europameisterschaften 2010 annulliert, nachdem ihr die Einnahme von Turinabol nachgewiesen werden konnte Gesperrt wurde sie bis Februar 2019.[43]

## Sportliche Leistungen
In der Medaillenwertung hatten mit Frankreich und Russland zwei Nationen je acht EM-Titel auf ihrem Konto. Frankreich hatte darüber hinaus sechs Silber- und vier Bronzemedaillen gesammelt gegenüber vier silbernen und sechs bronzenen bei Russland. Damit lag Frankreich in der Medaillenwertung diesmal ganz vorn. Dahinter folgten Großbritannien mit sechs und Deutschland mit fünf Europameistertiteln. Polen und die Türkei hatten jeweils drei Europameister in ihren Reihen, wobei Polen bezüglich der Zahl der Silbermedaillen vor der Türkei lag. Dahinter folgten die Ukraine, Italien und Spanien und Kroatien, die je zwei Goldmedaillen auf ihrem Konto hatten.
Das Leistungsniveau war hoch, es gab folgende Rekorde:
- zehn verbesserte oder egalisierte Meisterschaftsrekorde in zehn Disziplinen
- 29 verbesserte oder egalisierte Landesrekorde in zwölf Disziplinen
- eine Weltjahresbestleistung in einer Disziplin

Bei den einzelnen Sportlern sind besonders folgende Leistungen zu nennen.
- Ein Athleten errang drei Goldmedaillen bei diesen Meisterschaften:
  - Christophe Lemaître (Frankreich) – 100 Meter, 200 Meter und 4-mal 100 Meter
- Zwei Athleten gewannen je zwei Europameistertitel:
  - Mo Farah (Großbritannien) – 5000 Meter, 10.000 Meter
  - Elvan Abeylegesse (Türkei) – 5000 Meter, 10.000 Meter
- Folgende Europameister von 2010 hatten bereits vorher EM-Titel gewonnen:
  - Yohann Diniz (Frankreich) – 50-km-Gehen, Wiederholung seines Erfolgs von 2006
  - Andreas Thorkildsen (Norwegen) – Speerwurf, Wiederholung seines Erfolgs von 2006

## Legende
Kurze Übersicht zur Bedeutung der Symbolik – so üblicherweise auch in sonstigen Veröffentlichungen verwendet:
| CR    | Championshiprekord                                           |
| NR    | Nationaler Rekord                                            |
| NUR23 | Nationaler U23-Rekord                                        |
| WL    | Weltjahresbestleistung                                       |
| e     | egalisiert                                                   |
| w     | Rückenwindunterstützung über dem erlaubten Limit von 2,0 m/s |
| DNF   | Wettkampf nicht beendet (did not finish)                     |
| DSQ   | disqualifiziert                                              |
| DOP   | wegen Dopingvergehens disqualifiziert                        |

## Resultate Männer

### 100 m
| Platz | Athlet               | Land | Zeit (s) |
| ----- | -------------------- | ---- | -------- |
| 1     | Christophe Lemaître  | FRA  | 10,11    |
| 2     | Mark Lewis-Francis   | GBR  | 10,18    |
| 3     | Martial Mbandjock    | FRA  | 10,18    |
| 4     | Francis Obikwelu     | POR  | 10,18    |
| 5     | Dwain Chambers       | GBR  | 10,18    |
| 6     | Jaysuma Saidy Ndure  | NOR  | 10,31    |
| 7     | Emanuele Di Gregorio | ITA  | 10,34    |
| DNF   | Simone Collio        | ITA  |          |

Finale: 28. Juli, 21:45 Uhr
Wind: −1,0 m/s
Kurzbericht:

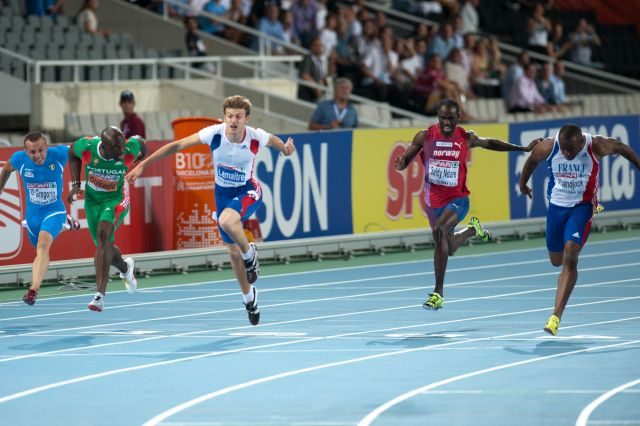
Zieleinlauf des 100-Meter-Rennens

Christophe Lemaitre, der 2010 als erster weißer Sprinter den 100-Meter-Lauf unter zehn Sekunden gelaufen war, gewann das Rennen vor dem Briten Mark Lewis-Francis. Als Dritter errang Martial Mbandjock eine zweite Medaille für Frankreich in diesem Rennen. Titelverteidiger Francis Obikwelu aus Portugal kam im Fotofinish mit den zeitgleichen Lewis-Francis und Mbandjock auf den vierten Platz.

### 200 m
| Platz | Athlet                      | Land | Zeit (s) |
| ----- | --------------------------- | ---- | -------- |
| 1     | Christophe Lemaître         | FRA  | 20,37    |
| 2     | Christian Malcolm           | GBR  | 20,38    |
| 3     | Martial Mbandjock           | FRA  | 20,42    |
| 4     | Marlon Devonish             | GBR  | 20,62    |
| 5     | Jaysuma Saidy Ndure         | NOR  | 20,63    |
| 6     | Paul Hession                | IRL  | 20,71    |
| 7     | Lykourgos-Stefanos Tsakonas | GRE  | 20,90    |
| 8     | David Alerte                | FRA  | 20,93    |

Finale: 30. Juli, 19:25 Uhr
Wind: −0,8 m/s
Kurzbericht:

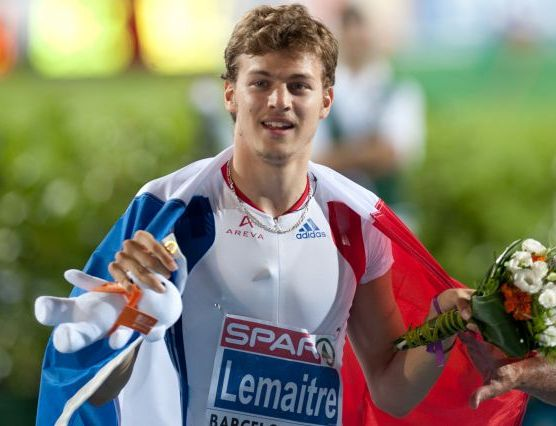
Christophe Lemaitre – mit drei Goldmedaillen erfolgreichster Sportler dieser Europameisterschaften

Nachdem er bereits den 100-Meter-Lauf gewonnen hatte, konnte Christophe Lemaitre auch das Rennen über die längere Sprintstrecke für sich entscheiden. Auf den letzten Metern zog er noch an Christian Malcolm vorbei. Der Schweizer Marc Schneeberger und der Deutsche Sebastian Ernst kamen nicht über das Halbfinale hinaus.

### 400 m
| Platz | Athlet           | Land | Zeit (s) |
| ----- | ---------------- | ---- | -------- |
| 1     | Kevin Borlée     | BEL  | 45,08    |
| 2     | Michael Bingham  | GBR  | 45,23    |
| 3     | Martyn Rooney    | GBR  | 45,23    |
| 4     | Wladimir Krasnow | RUS  | 45,24    |
| 5     | David Gillick    | IRL  | 45,28    |
| 6     | Leslie Djhone    | FRA  | 45,30    |
| 7     | Jonathan Borlée  | BEL  | 45,35    |
| 8     | Kacper Kozłowski | POL  | 46,07    |

Finale: 30. Juli, 21:25 Uhr
Kurzbericht:

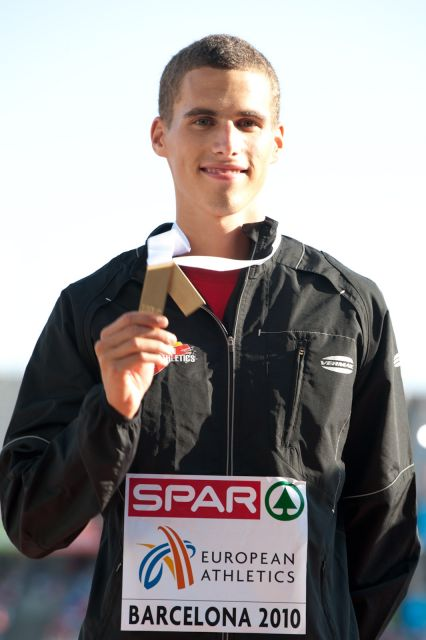
Europameister Kevin Borlée

Eigentlich war von den belgischen Borlée-Zwillingsbrüdern der Jahresbeste Europas, Jonathan, als Favorit in das Finale gestartet. Dieser hatte im Halbfinale einen neuen belgischen Rekord aufgestellt, wurde am Ende aber nur Siebter, während sein Bruder Kevin überraschend Gold gewann. Silber und Bronze gingen an die beiden Briten Michael Bingham und Martyn Rooney.

### 800 m
| Platz | Athlet             | Land | Zeit (min) |
| ----- | ------------------ | ---- | ---------- |
| 1     | Marcin Lewandowski | POL  | 1:47,07    |
| 2     | Michael Rimmer     | GBR  | 1:47,17    |
| 3     | Adam Kszczot       | POL  | 1:47,22    |
| 4     | Arnoud Okken       | NED  | 1:47,31    |
| 5     | Jakub Holuša       | CZE  | 1:47,45    |
| 6     | Kevin López        | ESP  | 1:47,82    |
| 7     | Luis Alberto Marco | ESP  | 1:48,42    |
| 8     | Hamid Oualich      | FRA  | 1:49,77    |

Finale: 31. Juli, 19:35 Uhr
Kurzbericht:

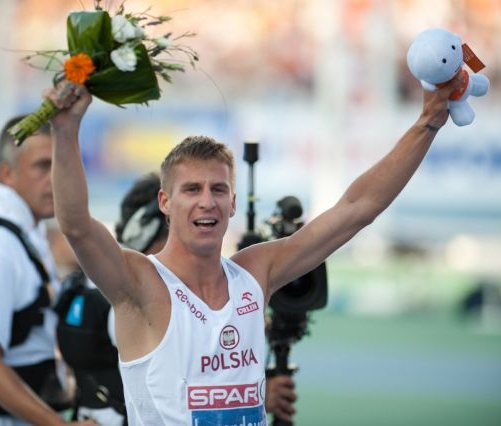
Marcin Lewandowski nach seinem Sieg über 800 Meter

Das von Beginn an verbummelt Rennen lief auf eine reine Spurtentscheidung hinaus. Schließlich setzte sich der Pole Marcin Lewandowski durch und wurde Europameister. Sein Landsmann Adam Kszczot belegte hinter dem Briten Michael Rimmer den dritten Platz.

### 1500 m
| Platz | Athlet             | Land | Zeit (min) |
| ----- | ------------------ | ---- | ---------- |
| 1     | Arturo Casado      | ESP  | 3:42,74    |
| 2     | Carsten Schlangen  | GER  | 3:43,52    |
| 3     | Manuel Olmedo      | ESP  | 3:43,54    |
| 4     | Reyes Estévez      | ESP  | 3:43,67    |
| 5     | Yoann Kowal        | FRA  | 3:43,71    |
| 6     | Andrew Baddeley    | GBR  | 3:43,87    |
| 7     | Christian Obrist   | ITA  | 3:43,91    |
| 8     | Mateusz Demczyszak | POL  | 3:44,42    |

Finale: 30. Juli, 22:00 Uhr
Kurzbericht:

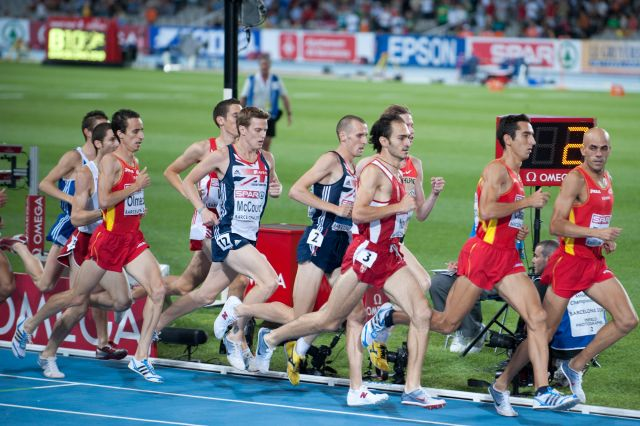
Das 1500-Meter-Finale

Arturo Casado setzte sich bereits zwei Runden vor Schluss an die Spitze des Feldes und gab seine Führung auch im Schlussspurt nicht mehr ab. Der Deutsche Carsten Schlangen, für den die Qualifikation für das Finale bereits einen Erfolg darstellte, gewann überraschend Silber vor dem Spanier Manuel Olmedo. Der Österreicher Andreas Vojta belegte Rang elf.

### 5000 m
| Platz | Athlet               | Land | Zeit (min) |
| ----- | -------------------- | ---- | ---------- |
| 1     | Mohammed Farah       | GBR  | 13:31,18   |
| 2     | Jesús España         | ESP  | 13:33,12   |
| 3     | Hayle İbrahimov      | AZE  | 13:34,15   |
| 4     | Serhij Lebid         | UKR  | 13:38,69   |
| 5     | Noureddine Smaïl     | FRA  | 13:38,70   |
| 6     | Daniele Meucci       | ITA  | 13:40,17   |
| 7     | Alemayehu Bezabeh    | ESP  | 13:43,23   |
| 8     | Christopher Thompson | GBR  | 13:44,42   |

Finale: 31. Juli, 21:20 Uhr
Kurzbericht:

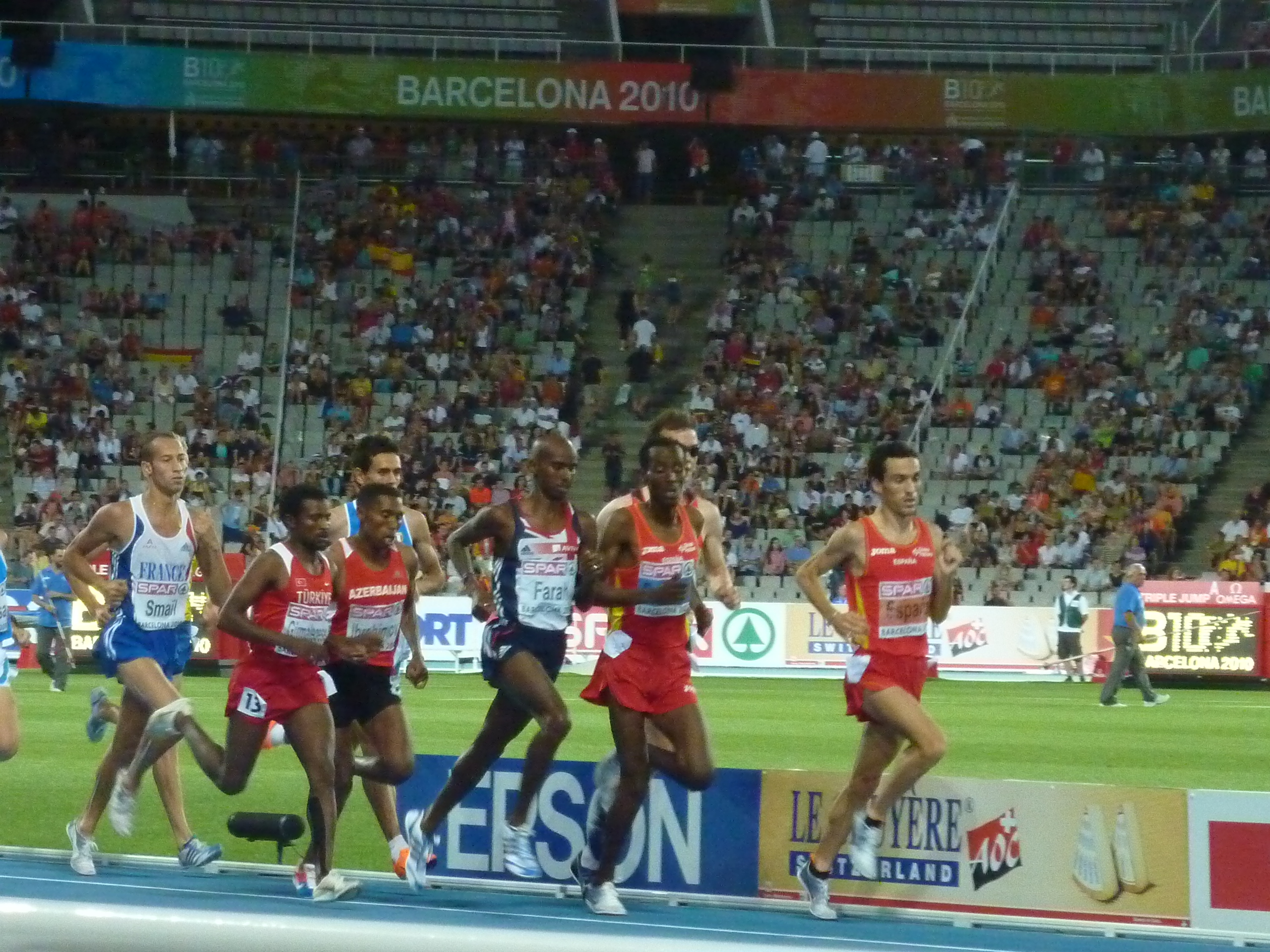
Das 5000-Meter-Finale

Der Brite Mohammed Farah errang nach seinem Sieg über 10.000 Meter auch den Titel über 5000 Meter. Der Spanier Jesús España sowie der von diesem auf den letzten einhundert Metern überspurtete Aserbaidschaner Hayle İbrahimov gewannen Silber und Bronze. Den beiden weiteren Medaillengewinner über 10.000 Meter Daniele Meucci und Christopher Thompson gelang es nicht, dies über die kürzere Distanz zu wiederholen, Meucci wurde Sechster, Thompson Achter.

### 10.000 m
| Platz | Athlet               | Land | Zeit (min) |
| ----- | -------------------- | ---- | ---------- |
| 1     | Mohammed Farah       | GBR  | 28:24,99   |
| 2     | Christopher Thompson | GBR  | 28:27,33   |
| 3     | Daniele Meucci       | ITA  | 28:27,33   |
| 4     | Ayad Lamdassem       | ESP  | 28:34,89   |
| 5     | Carles Castillejo    | ESP  | 28:49,69   |
| 6     | Christian Belz       | SUI  | 28:54,01   |
| 7     | Andrea Lalli         | ITA  | 29:05,20   |
| 8     | Youssef El Kalay     | POR  | 29:07,61   |

Datum: 27. Juli, 21:05 Uhr
Kurzbericht:

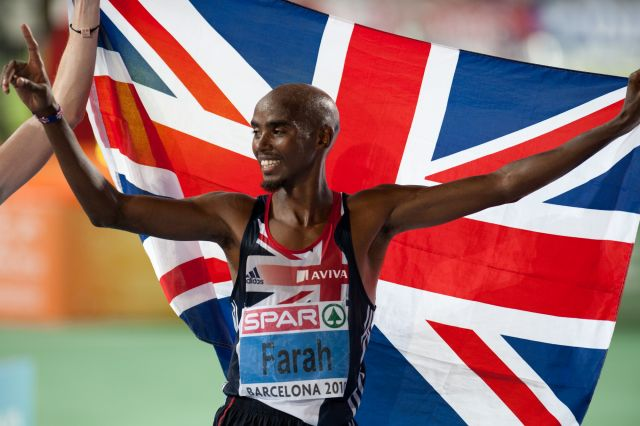
Mohammed Farah nach seinem Sieg über 10.000 Meter

Nach langsamem Beginn – Durchgangszeit 5000 Meter 14:38,10 min – konnte sich Mo Farah zusammen mit Ayad Lamdassem absetzen. Kurz vor Schluss sprintete Farah dem Spanier davon. Dieser wurde von Christopher Thompson und Daniele Meucci noch überholt. Meucci und Thompson kamen zeitgleich ins Ziel, Thompson wurde jedoch im Fotofinish vor Meucci gewertet. Somit gab es einen britischen Doppelsieg. Von 26 Startern erreichten 22 das Ziel.

### Marathon
| Platz | Athlet               | Land | Zeit (h) |
| ----- | -------------------- | ---- | -------- |
| 1     | Viktor Röthlin       | SUI  | 2:15:31  |
| 2     | José Manuel Martínez | ESP  | 2:17:50  |
| 3     | Dmitri Safronow      | RUS  | 2:18:16  |
| 4     | Ruggero Pertile      | ITA  | 2:19:33  |
| 5     | Pablo Villalobos     | ESP  | 2:19:56  |
| 6     | Rafael Iglesias      | ESP  | 2:20:14  |
| 7     | Migidio Bourifa      | ITA  | 2:20:35  |
| 8     | Lee Merrien          | GBR  | 2:20:42  |

Datum: 1. August, 10:05 Uhr
Kurzbericht:

Bei Kilometer zwanzig hatte sich eine zwölfköpfige Spitzengruppe gebildet, zu der auch Titelverteidiger Stefano Baldini gehörte. Nach einer Tempoverschärfung setzten sich kurz nach der Halbzeitmarke vier Läufer an die Spitze: Viktor Röthlin, José Manuel Martínez, Ruggero Pertil und James Theury. Baldini konnte nicht mehr Schritt halten und stieg aus. Kurz nachdem Pertile ebenfalls hatte abreißen lassen müssen, setzte sich bei Kilometer 28 Röthlin an die Spitze und baute seinen Vorsprung bis ins Ziel kontinuierlich aus. Theury dagegen hatte sich übernommen, fiel immer weiter zurück und gab schließlich auf. Pertile kämpfte sich noch einmal kurzzeitig an Martínez heran, fiel dann aber von Krämpfen geplagt auf den letzten Kilometern hinter Dmitri Safronow zurück, der sich vom sechsten Platz vorgearbeitet hatte. Der Österreicher Günther Weidlinger, der bis Kilometer zwanzig zur Spitzengruppe gehört hatte, fiel danach kontinuierlich zurück und belegte den achtzehnten Platz. Bei Temperaturen von mehr als 25 °C war es die langsamste Siegerzeit seit den Europameisterschaften 1969. Die schwierigen äußeren Bedingungen trugen auch dazu bei, dass neunzehn der 64 gestarteten Athleten nicht das Ziel erreichten, unter ihnen die Deutschen Martin Beckmann und Tobias Sauter sowie der Österreicher Florian Prüller. Der Liechtensteiner Marcel Tschopp kam auf Rang 39, der Österreicher Christian Pflügl auf Rang 44.

#### Marathon-Cup
| Platz | Land           | Athleten                                              | Zeit (h) |
| ----- | -------------- | ----------------------------------------------------- | -------- |
| 1     | Spanien        | José Manuel Martínez Pablo Villalobos Rafael Iglesias | 6:58:00  |
| 2     | Russland       | Dmitri Safronow Alexei A. Sokolow Oleg Kulkow         | 7:01:29  |
| 3     | Italien        | Ruggero Pertile Migidio Bourifa Ottaviano Andriani    | 7:01:40  |
| 4     | Niederlande    | Rens Dekkers Hugo van den Broek Koen Raymaekers       | 7:07:33  |
| 5     | Großbritannien | Lee Merrien Dave Webb Dan Robinson                    | 7:07:52  |
| 6     | Israel         | Wodage Zvadya Ayele Setegne Dastaho Swonek            | 7:19:41  |
| 7     | Portugal       | Luís Feiteira Alberto Chaíça José Moreira             | 7:29:38  |
| 8     | Slowenien      | Anton Kosmač Primož Kobe Robert Kotnik                | 7:42:40  |

Datum: 1. August, 10:05 Uhr
Im Marathonlauf gab es zusätzlich auch eine Teamwertung, für die die Zeiten der drei besten Läufer je Nation addiert wurden. Die Wertung zählte allerdings nicht zum offiziellen Medaillenspiegel.

### 110 m Hürden
| Platz | Athlet                | Land | Zeit (s) |
| ----- | --------------------- | ---- | -------- |
| 1     | Andrew Turner         | GBR  | 13,28    |
| 2     | Garfield Darien       | FRA  | 13,34    |
| 3     | Dániel Kiss           | HUN  | 13,39    |
| 4     | Dimitri Bascou        | FRA  | 13,41    |
| 5     | Artur Noga            | POL  | 13,44    |
| 6     | Petr Svoboda          | CZE  | 13,57    |
| 7     | Marcel van der Westen | NED  | 13,58    |
| 8     | Alexander John        | GER  | 13,71    |

Finale: 30. Juli, 19:50 Uhr
Wind: −1,0 m/s
Kurzbericht:

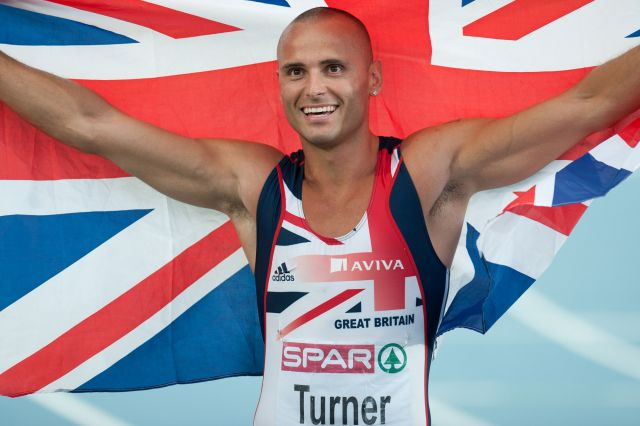
Andrew Turner nach seinem Sieg über 110 Meter Hürden

Der Brite Andy Turner gewann das Rennen. Der schnellste Europäer des Jahres, der Tscheche Petr Svoboda, musste sich mit dem sechsten Rang zufriedengeben. Der Deutsche Alexander John kam auf Rang acht.

### 400 m Hürden

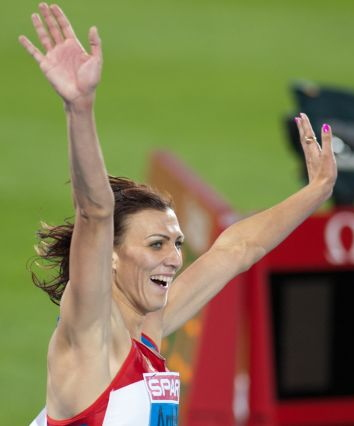
Natalja Antjuch nach ihrem Sieg über 400 Meter Hürden mit neuem Meisterschaftsrekord

| Platz | Athlet               | Land | Zeit        |
| ----- | -------------------- | ---- | ----------- |
| 1     | David Greene         | GBR  | 48,12 s     |
| 2     | Rhys Williams        | GBR  | 48,96 s     |
| 3     | Stanislaw Melnykow   | UKR  | 49,09 s     |
| 4     | Héni Kechi           | FRA  | 49,34 s     |
| 5     | Periklís Iakovákis   | GRE  | 49,38 s     |
| 6     | Josef Prorok         | CZE  | 49,68 s     |
| 7     | Alexander Derewjagin | RUS  | 49,70 s     |
| 8     | Fadil Bellaabouss    | FRA  | 1:00,94 min |

Finale: 31. Juli, 20:10 Uhr
Kurzbericht:

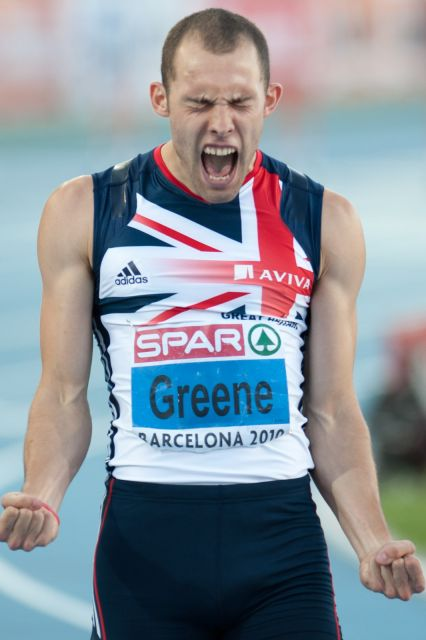
Europameister David Greene gleich nach dem Rennen

Der Brite David Greene gewann deutlich mit mehr als acht Zehntelsekunden Vorsprung auf seinen Landsmann Rhys Williams. Der Ukrainer Stanislaw Melnykow gewann die Bronzemedaille, Titelverteidiger Periklis Iakovakis aus Griechenland musste sich mit Platz fünf begnügen.

### 3000 m Hindernis
| Platz | Athlet                      | Land | Zeit (min) |
| ----- | --------------------------- | ---- | ---------- |
| 1     | Mahiedine Mekhissi-Benabbad | FRA  | 8:07,87 CR |
| 2     | Bouabdellah Tahri           | FRA  | 8:09,28000 |
| 3     | Iwan Lukjanow               | MDA  | 8:19,64000 |
| 4     | Tomasz Szymkowiak           | POL  | 8:23,37000 |
| 5     | Steffen Uliczka             | GER  | 8:25,39000 |
| 6     | Eliseo Martín               | ESP  | 8:27,49000 |
| 7     | Bjørnar Ustad Kristensen    | NOR  | 8:27,89000 |
| 8     | Alberto Paulo               | POR  | 8:28,08000 |

Finale: 1. August, 20:15 Uhr
Kurzbericht:

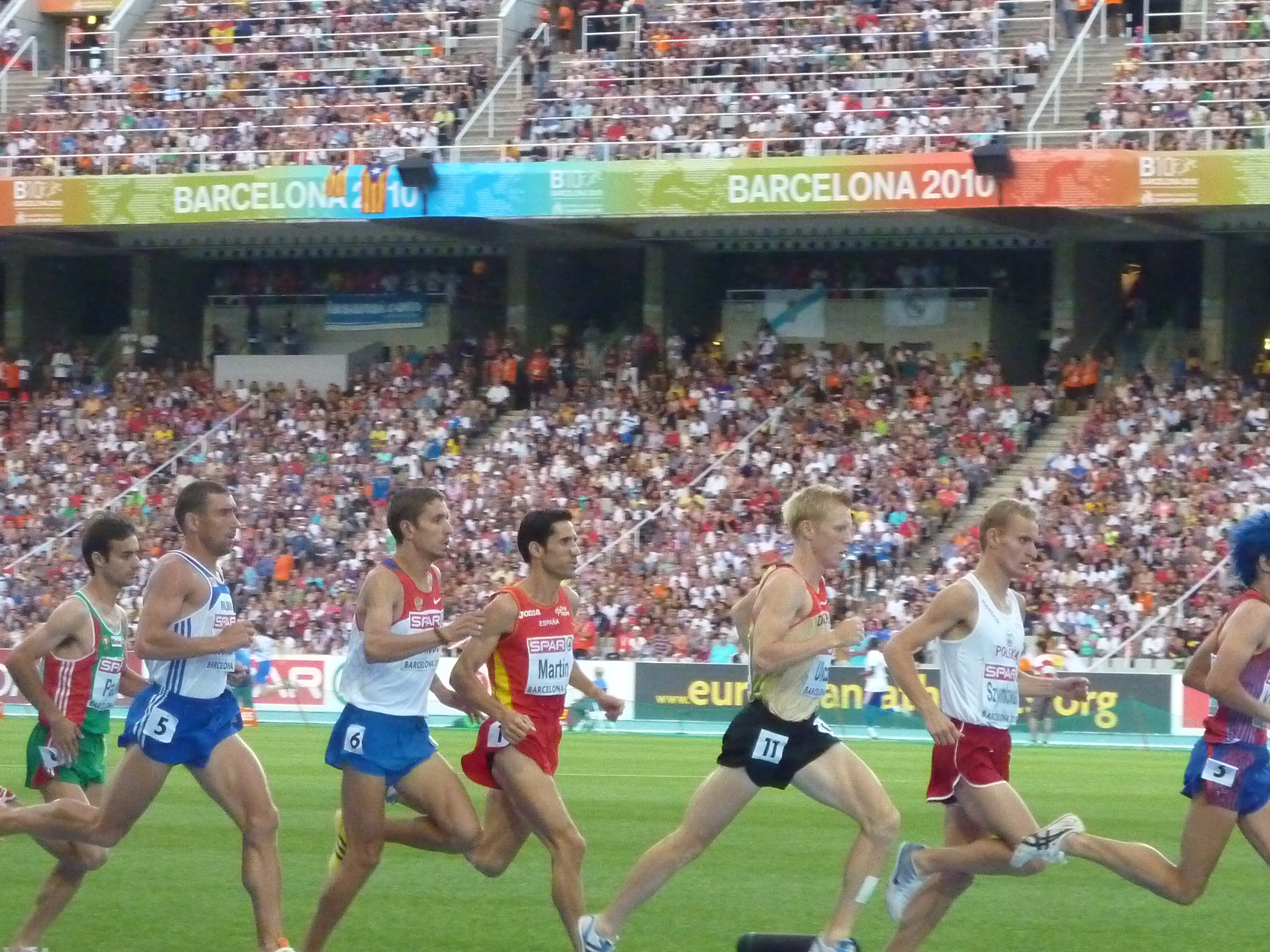
Finale über 3000 Meter Hindernis

Die beiden Franzosen Mahiedine Mekhissi-Benabbad und Bouabdellah Tahri setzten sich bereits in der ersten Runde vom Rest des Feldes ab und liefen von da an ein einsames Rennen. Mekhissi-Benabbad behielt im Spurt die Oberhand vor Tahri. Bronze ging an den Moldawier Iwan Lukjanow.
Es gab zwei Dopingfälle in diesem Wettbewerb.
- Der Spanier José Luis Blanco, zunächst Dritter, wurde bei den spanischen Meisterschaften im Juli 2010 positiv auf EPO getestet. Sein EM-Resultat wurde annulliert und er wurde bis zum 26. Oktober 2012 gesperrt.[4]
- Dem Russen Ildar Minschin, zunächst Sechster, wurde nachträglich die Einnahme verbotener Substanzen im August 2009 nachgewiesen. Er wurde für zwei Jahre gesperrt, sein EM-Ergebnis wurde ihm aberkannt.[5]

### 4 × 100 m Staffel

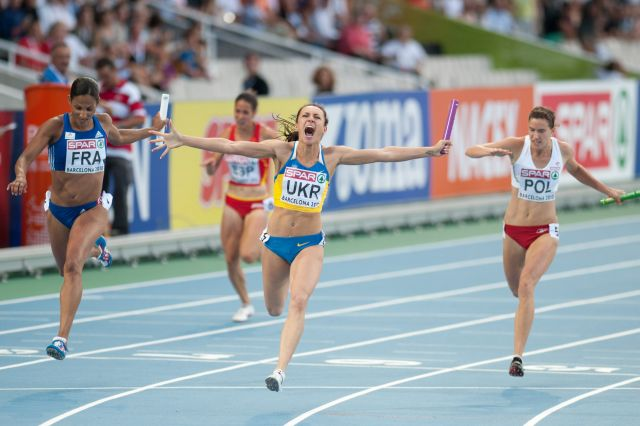
Zieleinlauf über 4-mal 100 Meter

| Platz | Land        | Athleten | Zeit (s) |
| ----- | ----------- | --- | -------- |
| 1     | Frankreich  | Jimmy Vicaut Christophe Lemaître (Finale) Pierre-Alexis Pessonneaux Martial Mbandjock im Vorlauf außerdem: Imaad Hallay | 38,11000 |
| 2     | Italien     | Roberto Donati Simone Collio Emanuele Di Gregorio Maurizio Checcucci                                                    | 38,17 NR |
| 3     | Deutschland | Tobias Unger Marius Broening Alexander Kosenkow Martin Keller                                                           | 38,44000 |
| 4     | Schweiz     | Pascal Mancini Aron Beyene Reto Schenkel Marc Schneeberger                                                              | 38,69 NR |
| 5     | Polen       | Dariusz Kuć Paweł Stempel Robert Kubaczyk Kamil Kryński                                                                 | 38,83000 |
| 6     | Portugal    | Ricardo Monteiro Francis Obikwelu Arnaldo Abrantes João Ferreira (Finale) im Vorlauf außerdem: Yazaldes Nascimento      | 38,88 NR |
| 7     | Finnland    | Hannu Ali-Huokuna Joni Rautanen Jonathan Åstrand Hannu Hämäläinen                                                       | 39,29 NR |
| DNF   | Spanien     | Alain López Ángel David Rodríguez Orkatz Beitia Rubén Pros                                                              |          |

Finale: 1. August, 19:35 Uhr
Kurzbericht:

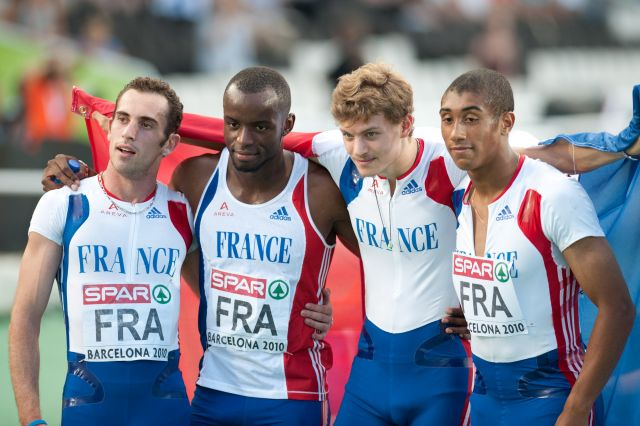
Die französische Staffel – (v. l. n. r.): Pierre-Alexis Pessonneaux, Martial Mbandjock, Christophe Lemaitre und Jimmy Vicaut – nach dem Rennen

Nach den Siegen im 100- und 200-Meter-Lauf krönte Christophe Lemaitre seine Erfolge mit dem Sieg mit der französischen Staffel. Deutschland errang die Bronzemedaille hinter Italien. Die Schweiz belegte mit neuem Landesrekord den vierten Platz. Insgesamt wurden in diesem Rennen vier nationale Rekorde aufgestellt.

### 4 × 400 m Staffel

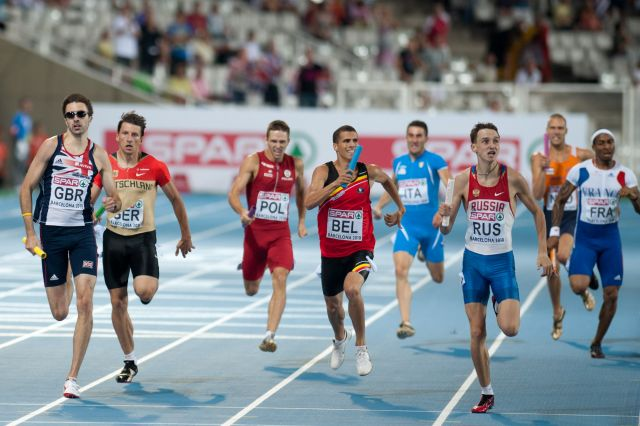
Letzter Wechsel im Finalrennen über 4-mal 400 Meter

| Platz | Land           | Athleten | Zeit (min) |
| ----- | -------------- | --- | ---------- |
| 1     | Russland       | Maxim Dyldin Alexei Aksjonow Pawel Trenichin Wladimir Krasnow (Finale) im Vorlauf außerdem: Sergei Petuchow                            | 3:02,14    |
| 2     | Großbritannien | Conrad Williams Michael Bingham (Finale) Robert Tobin Martyn Rooney (Finale) im Vorlauf außerdem: Graham Hedman Richard Buck           | 3:02,25    |
| 3     | Belgien        | Arnaud Destatte (Finale) Kevin Borlée Cédric Van Branteghem Jonathan Borlée (Finale) im Vorlauf außerdem: Antoine Gillet Nils Duerinck | 3:02,60    |
| 4     | Deutschland    | Kamghe Gaba Bastian Swillims Eric Krüger (Finale) Thomas Schneider im Vorlauf außerdem: Jonas Plass                                    | 3:02,65    |
| 5     | Polen          | Marcin Marciniszyn Daniel Dąbrowski Piotr Klimczak Kacper Kozłowski (Finale) im Vorlauf außerdem: Jan Ciepiela                         | 3:03,42    |
| 6     | Frankreich     | Leslie Djhone (Finale) Yannick Fonsat Mame-Ibra Anne Teddy Venel (Finale) im Vorlauf außerdem: Mamadou Kassé Hann Yoan Décimus         | 3:03,85    |
| 7     | Niederlande    | Joeri Moerman Youssef el Rhalfioui Dennis Spillekom Robert Lathouwers                                                                  | 3:04,13    |
| 8     | Italien        | Marco Vistalli Luca Galletti Claudio Licciardello Andrea Barberi (Finale) im Vorlauf außerdem: Domenico Fontana                        | 3:04,20    |

Finale: 1. August, 21:55 Uhr

### 20 km Gehen
| Platz | Athlet             | Land | Zeit (h) |
| ----- | ------------------ | ---- | -------- |
| 1     | Alex Schwazer      | ITA  | 1:20:38  |
| 2     | João Vieira        | POR  | 1:20:49  |
| 3     | Robert Heffernan   | IRL  | 1:21:00  |
| 4     | Giorgio Rubino     | ITA  | 1:22:12  |
| 5     | Andrei Kriwow      | RUS  | 1:22:20  |
| 6     | Matej Tóth         | SVK  | 1:22:20  |
| 7     | Jakub Jelonek      | POL  | 1:22:24  |
| 8     | Juan Manuel Molina | ESP  | 1:22:35  |

Datum: 27. Juli, 08:05 Uhr
Kurzbericht:

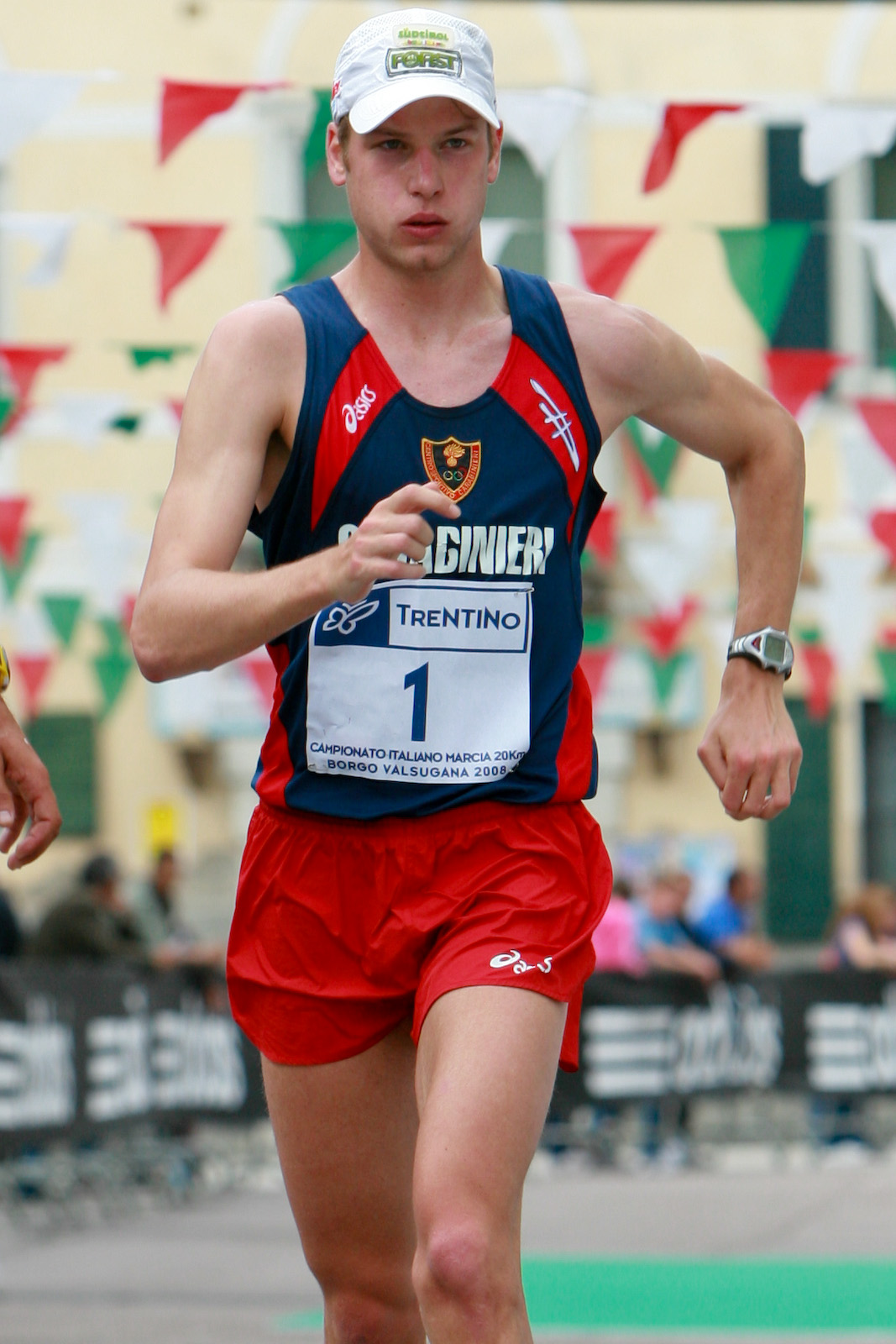
Europameister Alex Schwazer

Das 20-km-Gehen war die erste Entscheidung der Europameisterschaften. Der neunzehnjährige Russe Stanislaw Jemeljanow zählte gemeinsam mit dem Italiener Alex Schwazer zu den Favoriten. Jemeljanow, der zunächst Erster im Ziel war, wurde allerdings nachträglich aufgrund von Dopingmissbrauch disqualifiziert – siehe unten. So wurde Schwazer Europameister vor dem Portugiesen João Vieira, der sich zu Beginn des Rennens eine unfreiwillige Pause zum Binden seiner Schuhe hatte nehmen müssen. Der Deutsche Maik Berger vom SCC Berlin wurde Sechzehnter, André Höhne war nicht angetreten. Teilnehmer aus Österreich, Liechtenstein und der Schweiz waren nicht am Start.
Doping, zwei Fälle:
- Stanislaw Jemeljanow (Russland) – zunächst Erster. Am 29. Juli 2014 wurde bekanntgegeben, dass ihm wegen auffälliger Blutwerte im Biologischen Pass alle Ergebnisse ab dem 26. Juli 2010 aberkannt werden, somit auch die Goldmedaille beim 20-km-Gehen in Barcelona.[6]
- Ruslan Dmytrenko (Ukraine) – zunächst Zwölfter. Am 8. Februar 2010 wurden für ihn Sanktionen wegen Dopingmissbrauchs verhängt. Seine Resultate in der Zeit vom 14. August 2008 bis 3. August 2012 wurden annulliert. Darüber hinaus erhielt er eine Sperre von zwei Jahren.[7]

### 50 km Gehen
| Platz | Athlet             | Land | Zeit (h)   |
| ----- | ------------------ | ---- | ---------- |
| 1     | Yohann Diniz       | FRA  | 3:40:37 CR |
| 2     | Grzegorz Sudoł     | POL  | 3:42:24000 |
| 3     | Sergei Bakulin     | RUS  | 3:43:26000 |
| 4     | Robert Heffernan   | IRL  | 3:45:30 NR |
| 5     | Jesús Ángel García | ESP  | 3:47:56000 |
| 6     | Marco De Luca      | ITA  | 3:48:36000 |
| 7     | André Höhne        | GER  | 3:49:29000 |
| 8     | Łukasz Nowak       | POL  | 3:51:31000 |

Datum: 30. Juli, 07:35 Uhr

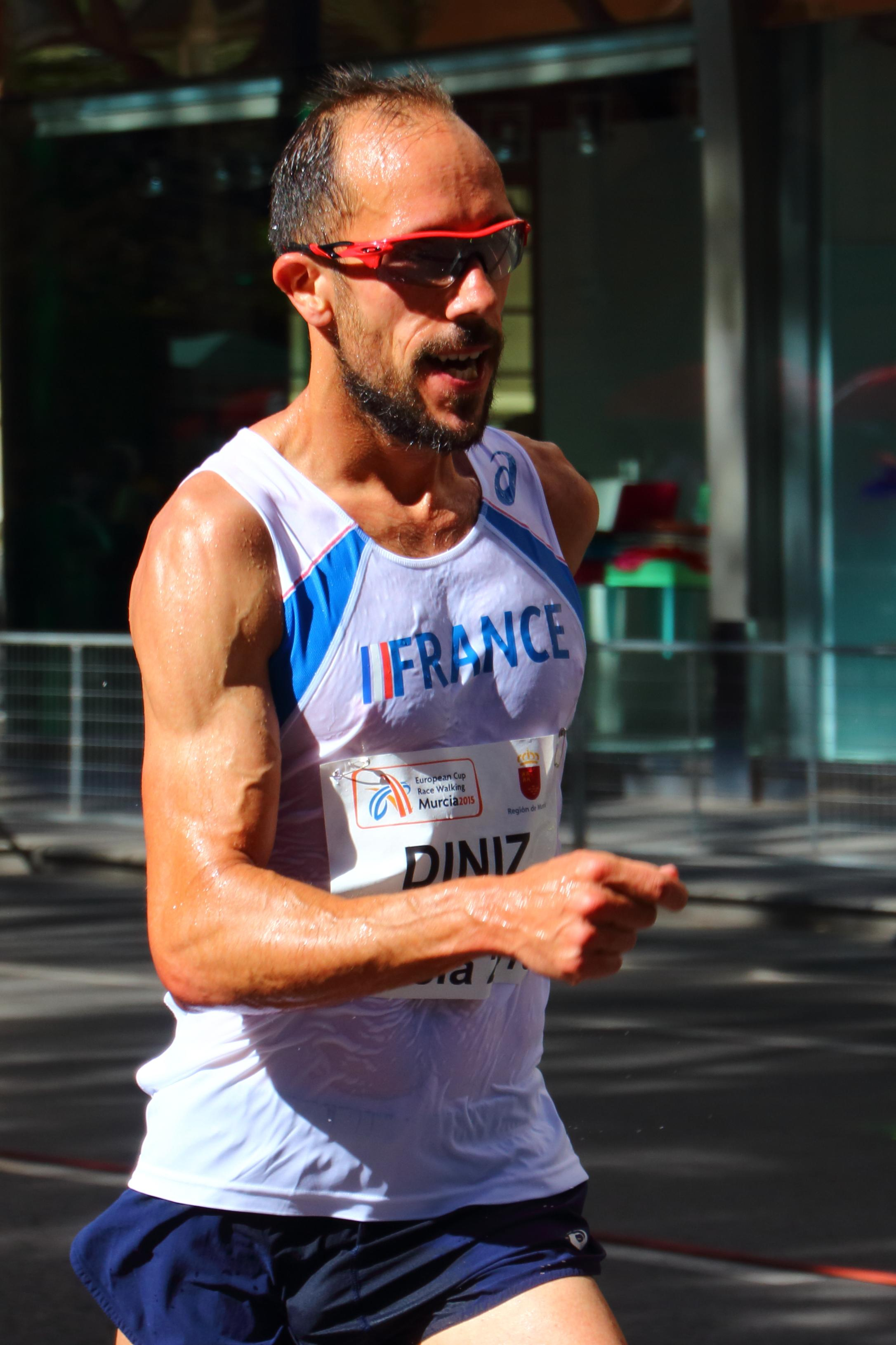
Yohann Diniz mit einem weiteren großen Erfolg

Auch in diesen zweiten Männer-Gehwettbewerb kam es zu einem nachträglich aufgedeckten Dopingfall.

Sergei Kirdjapkin (Russland) – hier nicht im Ziel. Er wurde wegen Auffälligkeiten in seinem Biologischen Pass im Januar 2015 rückwirkend zum 15. Oktober 2012 für drei Jahre und zwei Monate gesperrt. Seine Resultate zwischen dem 20. Juli 2009 und dem 20. September 2009, zwischen dem 29. Juni 2010 und dem 29. August 2010 sowie zwischen dem 17. Dezember 2011 und dem 11. Juni 2012 wurden annulliert.

### Hochsprung

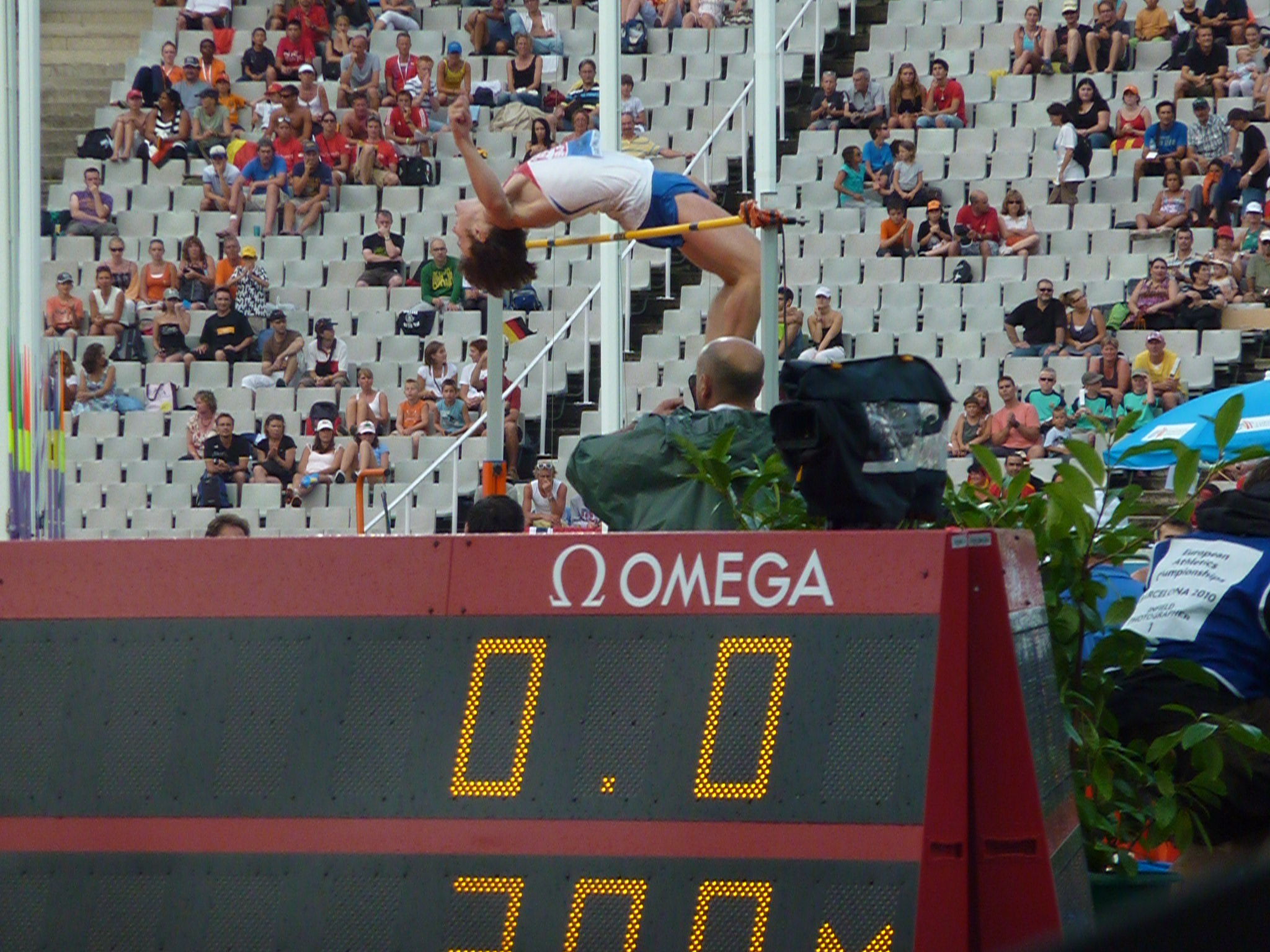
Der siegreiche Alexander Schustow

| Platz | Athlet               | Land | Höhe (m) |
| ----- | -------------------- | ---- | -------- |
| 1     | Alexander Schustow   | RUS  | 2,33     |
| 2     | Iwan Uchow           | RUS  | 2,31     |
| 3     | Martyn Bernard       | GBR  | 2,29     |
| 4     | Linus Thörnblad      | SWE  | 2,29     |
| 5     | Jaroslav Bába        | CZE  | 2,26     |
| 6     | Oleksandr Nartow     | UKR  | 2,26     |
| 7     | Alexei Dmitrik       | RUS  | 2,26     |
| 8     | Konstadínos Baniótis | GRE  | 2,23     |

Finale: 29. Juli, 18:30 Uhr

### Stabhochsprung

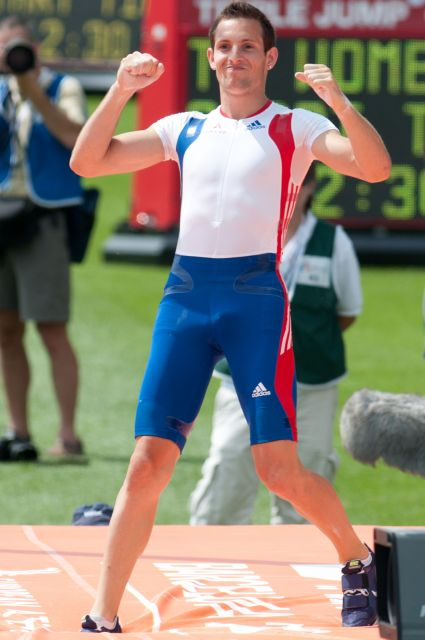
Renaud Lavillenie wurde seiner Favoritenrolle voll gerecht

| Platz | Athlet                | Land | Höhe (m) |
| ----- | --------------------- | ---- | -------- |
| 1     | Renaud Lavillenie     | FRA  | 5,85     |
| 2     | Maksym Masuryk        | UKR  | 5,80     |
| 3     | Przemysław Czerwiński | POL  | 5,75     |
| 4     | Giuseppe Gibilisco    | ITA  | 5,75     |
| 5     | Damiel Dossévi        | FRA  | 5,70     |
| 6     | Fabian Schulze        | GER  | 5,70     |
| 7     | Łukasz Michalski      | POL  | 5,65     |
| 8     | Romain Mesnil         | FRA  | 5,60     |

Finale: 31. Juli, 18:00 Uhr

### Weitsprung
| Platz | Athlet                | Land | Weite (m) |
| ----- | --------------------- | ---- | --------- |
| 1     | Christian Reif        | GER  | 8,47 CR   |
| 2     | Kafétien Gomis        | FRA  | 8,24000   |
| 3     | Christopher Tomlinson | GBR  | 8,23000   |
| 4     | Salim Sdiri           | FRA  | 8,20000   |
| 5     | Andrew Howe           | ITA  | 8,12000   |
| 6     | Loúis Tsátoumas       | GRE  | 8,09000   |
| 7     | Petteri Lax           | FIN  | 7,96000   |
| 8     | Eusebio Cáceres       | ESP  | 7,93000   |

Finale: 1. August, 20:10 Uhr
Kurzbericht:

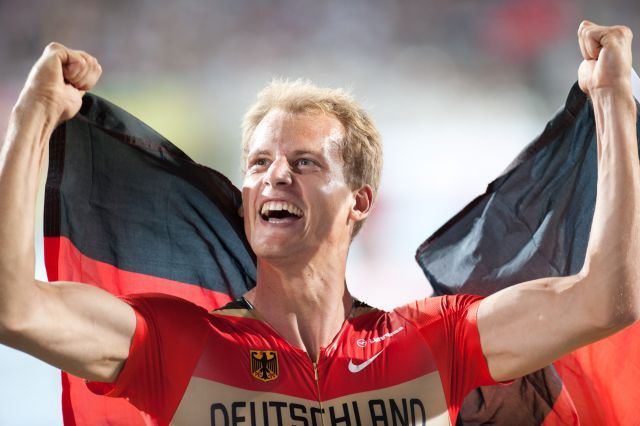
Ein jubelnder Europameister Christian Reif

Überraschender Sieger mit einer Weltjahresbestleistung von 8,47 m wurde der Deutsche Christian Reif. Nach zwei Fehlversuchen drohte ihm sogar das frühzeitige Aus. Doch Reif steigerte seine persönliche Bestleistung im dritten Sprung um zwanzig Zentimeter und gewann die Goldmedaille. Kafétien Gomis aus Frankreich errang mit einer neuen persönlichen Saisonbestleistung von 8,24 m die Silbermedaille. Nur einen Zentimeter dahinter folgte der Brite Chris Tomlinson auf Platz drei.

### Dreisprung
| Platz | Athlet            | Land | Weite (m) |
| ----- | ----------------- | ---- | --------- |
| 1     | Phillips Idowu    | GBR  | 17,81 CR  |
| 2     | Marian Oprea      | ROU  | 17,51000  |
| 3     | Teddy Tamgho      | FRA  | 17,45000  |
| 4     | Wiktor Kusnjezow  | UKR  | 17,29000  |
| 5     | Benjamin Compaoré | FRA  | 16,99000  |
| 6     | Ljukman Adams     | RUS  | 16,78000  |
| 7     | Dmitrij Vaľukevič | SVK  | 16,77000  |
| 8     | Fabrizio Schembri | ITA  | 16,73000  |

Finale: 28. Juli, 19:40 Uhr
Kurzbericht:

Der Franzose Teddy Tamgho reiste mit der besten Saisonbestweite von 17,98 m nach Barcelona. Im Wettkampf blieb er hinter dem Rumänen Marian Oprea und dem Briten Phillips Idowu, der mit neuer persönlicher Bestleistung gewann.

### Kugelstoßen
| Platz | Athlet             | Land  | Weite (m) |
| ----- | ------------------ | ----- | --------- |
| 1     | Tomasz Majewski    | POL   | 21,00     |
| 2     | Ralf Bartels       | GER   | 20,93     |
| 3     | Māris Urtāns       | LAT   | 20,93     |
| 4     | David Storl        | GER   | 20,57     |
| 5     | Nedžad Mulabegović | CRO   | 20,56     |
| 6     | Antonín Žalský     | CZE   | 20,01     |
| 7     | Asmir Kolašinac    | SRB   | 19,77     |
| 8     | Jakub Giża         | Polen | 19,73     |

Finale: 31. Juli, 18:30 Uhr
Kurzbericht:

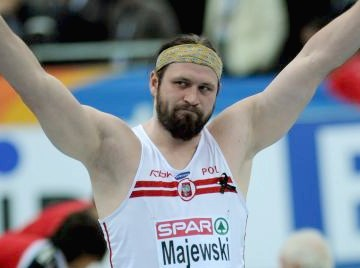
Mit Tomasz Majewski wurde einer stärksten Kugelstoßer dieser Jahre Europameister

Der amtierende Europameister Ralf Bartels kam wie auch vier Jahre zuvor erst mit seinem letzten Versuch in die Medaillenränge. Gold ging diesmal an den aktuellen Olympiasieger Tomasz Majewski, Silber an Bartels.

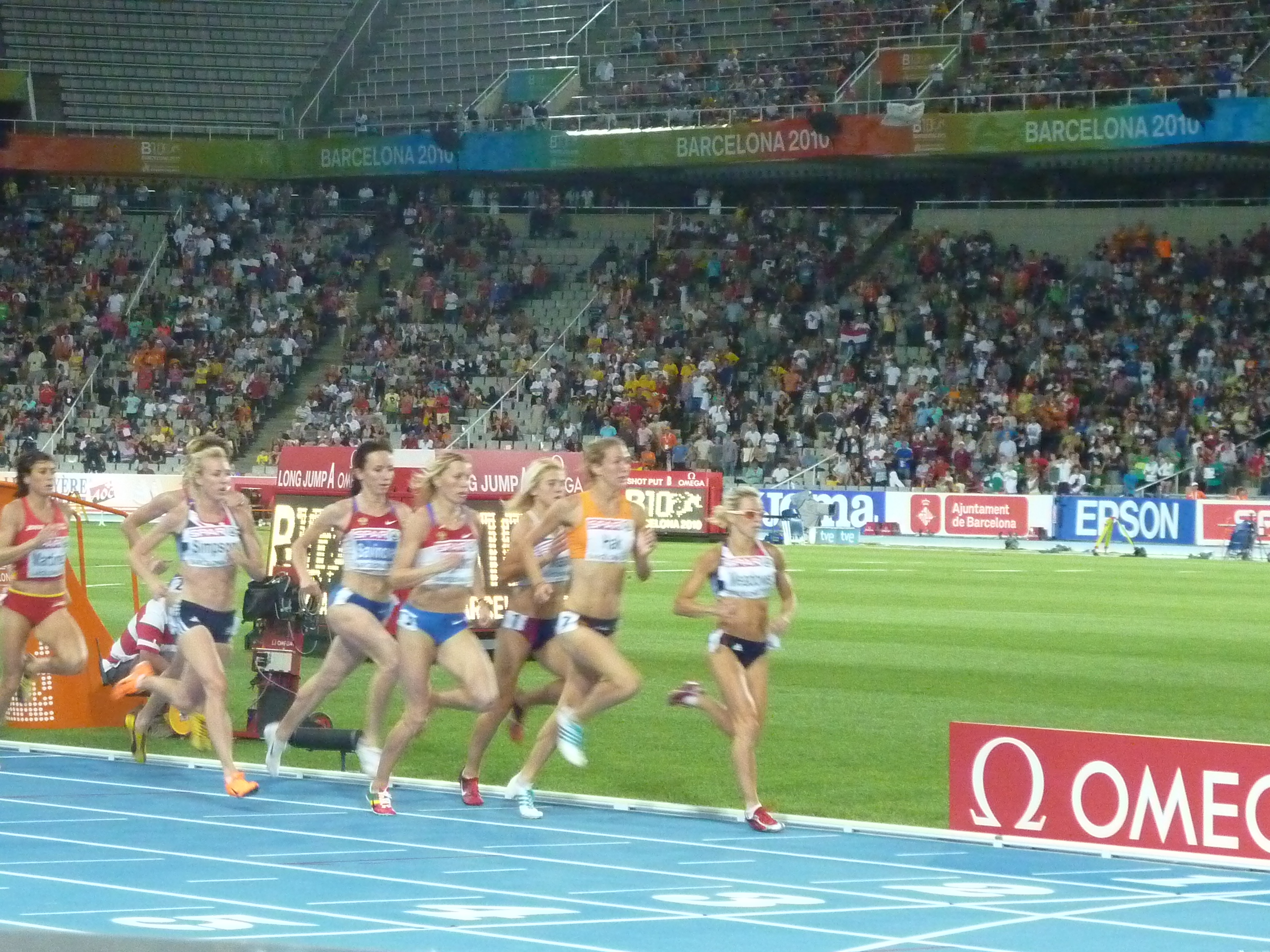
Das 800-Meter-Finale von Barcelona

In diesem Wettbewerb wurden drei Athleten wegen Verstoßes gegen die Antidopingbestimmungen nachträglich disqualifiziert:
- Dem Belarussen Andrej Michnewitsch, der ursprünglich den ersten Platz belegt hatte, wurden 2013 seine Resultate von 2007 bis 2011 aberkannt. Als Mehrfachtäter wurde er auf Lebenszeit gesperrt.[9]
- Pawel Lyschyn, ebenfalls Belarus, ursprünglich Siebter, wurde 2016 bei Nachtests des Dopingmissbrauchs überführt. Unter anderem seine Platzierung bei diesen Europameisterschaften wurde annulliert.[10]

- Der Tscheche Remigius Machura jun., in der Qualifikation ausgeschieden, wurde im September 2010 positiv auf Doping mit Hormonen getestet und erhielt eine Sperre von zwei Jahren. Sein EM-Resultat von 2010 wurde annulliert.[11]

### Diskuswurf

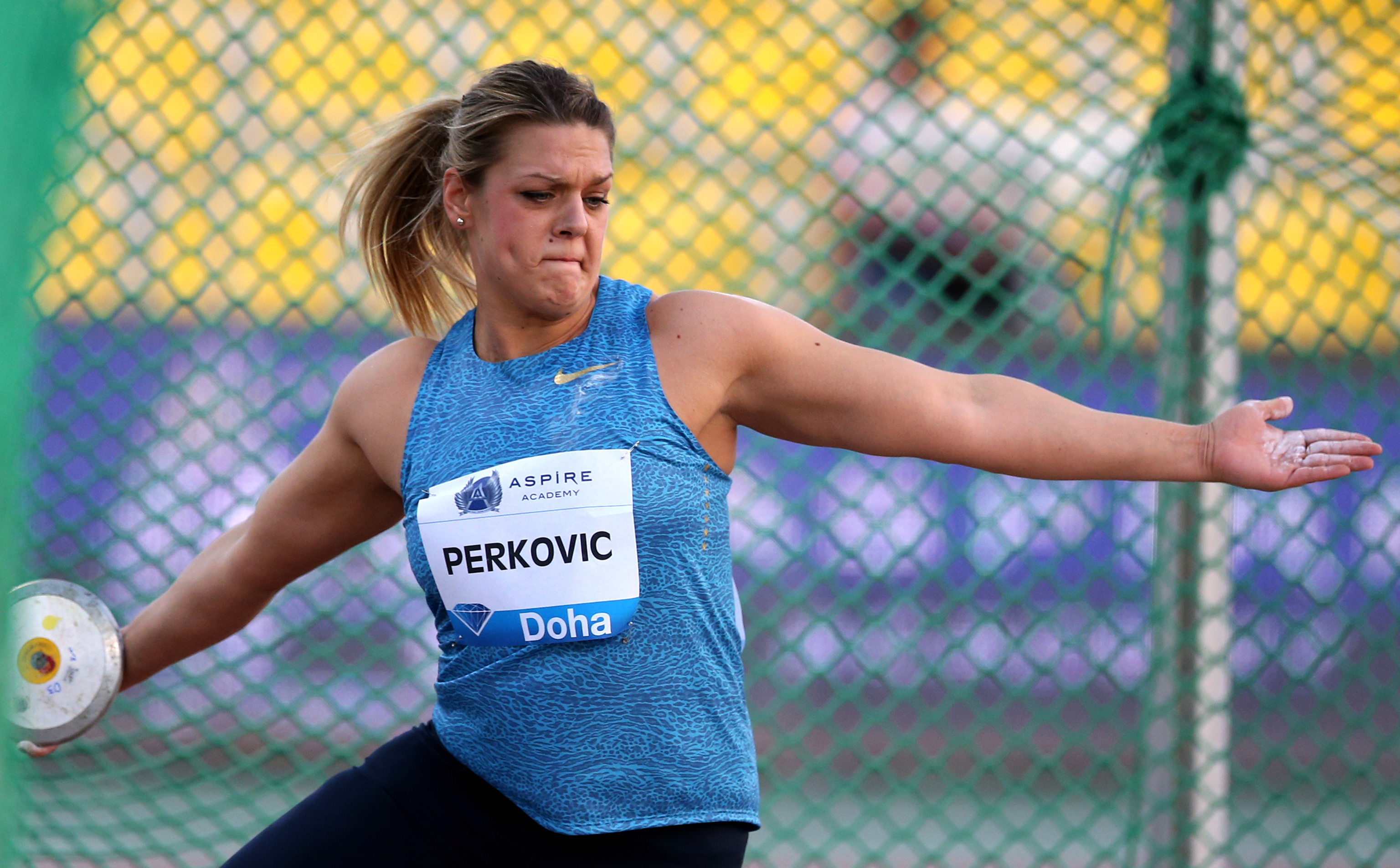
Sandra Perković errang ihren ersten großen internationalen Titel – viele weitere sollten folgen

| Platz | Athlet            | Land | Weite (m) |
| ----- | ----------------- | ---- | --------- |
| 1     | Piotr Małachowski | POL  | 68,87 CR  |
| 2     | Robert Harting    | GER  | 68,47000  |
| 3     | Róbert Fazekas    | HUN  | 66,43000  |
| 4     | Gerd Kanter       | EST  | 66,20000  |
| 5     | Virgilijus Alekna | LTU  | 64,64000  |
| 6     | Mario Pestano     | ESP  | 64,51000  |
| 7     | Martin Wierig     | GER  | 63,32000  |
| 8     | Sergiu Ursu       | ROU  | 63,11000  |

Finale: 1. August, 19:45 Uhr
Kurzbericht:

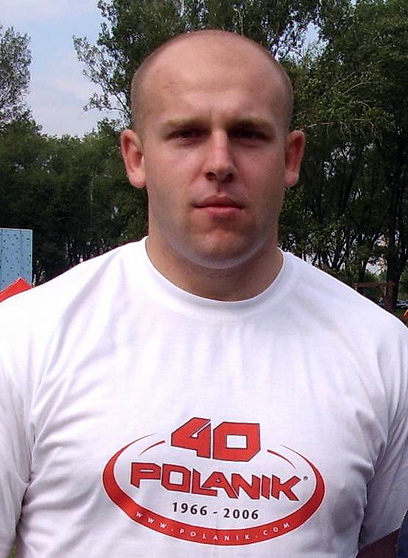
Diesmal war Piotr Małachowski im Duell gegen Robert Harting vorn

Der amtierende Weltmeister Robert Harting aus Deutschland errang mit 68,47 m die Silbermedaille. Gold ging mit 68,87 m im zweiten Wurf an den Polen Piotr Małachowski, den WM-Zweiten von 2009 in Berlin. Róbert Fazekas aus Ungarn, Europameister von 2002 in München, belegte mit 66,43 m Platz drei. Nach Olympia- und Weltmeisterschaftssilber gewann Piotr Małachowski seine erste Goldmedaille, Robert Harting zeigte sich selbst trotz Silbermedaille nach dem Wettbewerb mit seinem Abschneiden unzufrieden.

### Hammerwurf
| Platz | Athlet                | Land | Weite (m) |
| ----- | --------------------- | ---- | --------- |
| 1     | Libor Charfreitag     | SVK  | 80,02     |
| 2     | Nicola Vizzoni        | ITA  | 79,12     |
| 3     | Krisztián Pars        | HUN  | 79,06     |
| 4     | Waleryj Swjatocha     | BLR  | 78,20     |
| 5     | Szymon Ziółkowski     | POL  | 77,99     |
| 6     | Oleksij Sokyrskyj     | UKR  | 76,62     |
| 7     | Wojciech Kondratowicz | POL  | 75,30     |
| 8     | Igor Winitschenko     | RUS  | 74,71     |

Finale: 28. Juli, 20:25 Uhr
Kurzbericht:

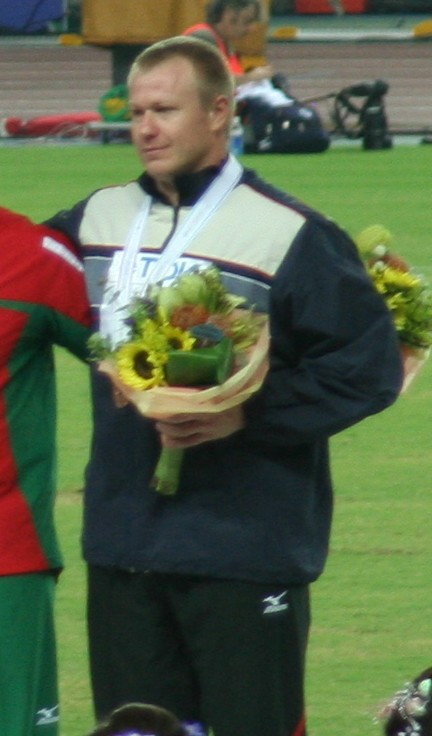
Libor Charfreitag, 2007 WM-Dritter, wurde Europameister

Mit dem einzigen Wurf des Wettkampfs über achtzig Meter sicherte sich Libor Charfreitag mit seinem zweiten Versuch die Goldmedaille. Nachdem Waleryj Swjatocha im letzten Durchgang Nicola Vizzoni zunächst vom Bronzeplatz verdrängt hatte, konterte der Italiener und setzte sich sogar noch vor den bis dahin zweitplatzierten Ungarn Krisztián Pars. Der Deutsche Markus Esser schied in der Qualifikation aus.

### Speerwurf
| Platz | Athlet              | Land | Weite (m) |
| ----- | ------------------- | ---- | --------- |
| 1     | Andreas Thorkildsen | NOR  | 88,37     |
| 2     | Matthias de Zordo   | GER  | 87,81     |
| 3     | Tero Pitkämäki      | FIN  | 86,67     |
| 4     | Oleksandr Pjatnyzja | UKR  | 82,01     |
| 5     | Teemu Wirkkala      | FIN  | 81,76     |
| 6     | Ainārs Kovals       | LAT  | 81,19     |
| 7     | Sergei Makarow      | RUS  | 80,86     |
| 8     | Roman Awramenko     | UKR  | 79,52     |

Finale: 31. Juli, 20:05 Uhr
Kurzbericht:

Der klar favorisierte amtierende Weltmeister und Olympiasieger Andreas Thorkildsen aus Norwegen gewann mit 88,37 m – Persönliche Bestleistung 2006: 91,59 m – die Goldmedaille. Einen überraschenden zweiten Platz mit nur 56 Zentimetern Rückstand belegte mit einer Saisonbestleistung von 87,81 m der deutsche Linkshänder Matthias de Zordo, der auch gleichzeitig einen (inoffiziellen) Weltrekord für Linkshänder im Speerwurf aufstellte. Der Finne Tero Pitkämäki, Weltmeister in Ōsaka 2007, errang mit 86,67 m – Persönliche Bestleistung 2005: 91,53 m – die Bronzemedaille.

### Zehnkampf

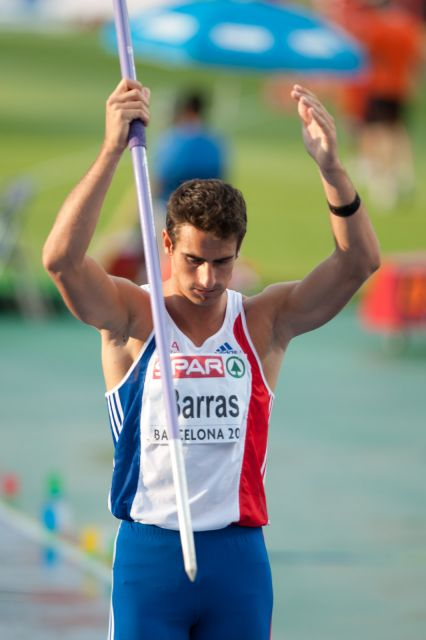
Der Zehnkampfsieger Romain Barras beim Speerwurf

| Platz | Athlet              | Land | Punkte |
| ----- | ------------------- | ---- | ------ |
| 1     | Romain Barras       | FRA  | 8453   |
| 2     | Eelco Sintnicolaas  | NED  | 8436   |
| 3     | Andrej Krautschanka | BLR  | 8370   |
| 4     | Mikk Pahapill       | EST  | 8298   |
| 5     | Hans Van Alphen     | BEL  | 8072   |
| 6     | Darius Draudvila    | LTU  | 8032   |
| 7     | Alexei Drosdow      | RUS  | 8029   |
| 8     | Eduard Michan       | BLR  | 7999   |

Datum: 28./29. Juli, 21:10 Uhr

## Resultate Frauen

### 100 m
| Platz | Athletin         | Land | Zeit (s) |
| ----- | ---------------- | ---- | -------- |
| 1     | Verena Sailer    | GER  | 11,10000 |
| 2     | Véronique Mang   | FRA  | 11,11000 |
| 3     | Myriam Soumaré   | FRA  | 11,18000 |
| 4     | Ezinne Okparaebo | NOR  | 11,23 NR |
| 5     | Marija Rjemjen   | UKR  | 11,31000 |
| 6     | Anna Gurowa      | RUS  | 11,36000 |
| 7     | Georgia Kokloni  | GRE  | 11,36000 |
| 8     | Christine Arron  | FRA  | 11,37000 |

Finale: 29. Juli 2010, 21:45 Uhr
Wind: −0,6 m/s
Kurzbericht:

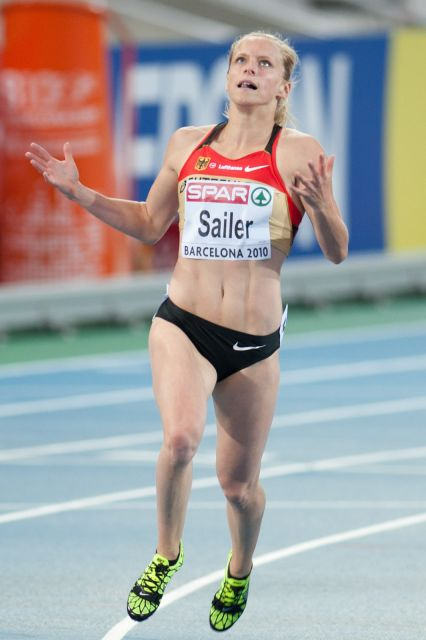
Verena Sailer– es hatte gereicht zum Europameistertitel

Durch ihre persönliche Saisonbestleistung errang Verena Sailer mit ihrem Sieg in der Zeit von 11,10 s die erste deutsche 100-Meter-Europameisterschaftsmedaille seit sechzehn Jahren. Véronique Mang und Myriam Soumaré erreichten die Plätze zwei und drei ebenfalls mit jeweiliger persönlicher Bestleistung.

### 200 m
| Platz | Athletin                    | Land | Zeit (s)    |
| ----- | --------------------------- | ---- | ----------- |
| 1     | Myriam Soumaré              | FRA  | 22,32000000 |
| 2     | Jelysaweta Bryshina         | UKR  | 22,44 NUR23 |
| 3     | Alexandra Fedoriwa          | RUS  | 22,44000000 |
| 4     | Lina Jacques-Sébastien      | FRA  | 22,59000000 |
| 5     | Eleni Artymata              | CYP  | 22,61 NR000 |
| DSQ   | Véronique Mang              | FRA  |             |
| DOP   | Anastassija Kapatschinskaja | RUS  | 22,47       |
| DOP   | Julija Tschermoschanskaja   | RUS  | 22,67       |

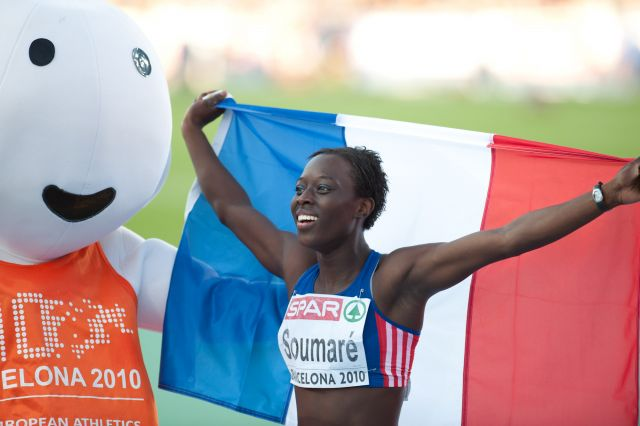
Myriam Soumaré nach ihrem Sieg über 200 Meter

Finale: 31. Juli 2010, 19:50 Uhr, Wind: +0,1 m/s
Kurzbericht:

Nach der Bronzemedaille im 100-Meter-Lauf gewann die Französin Myriam Soumaré Gold über 200 Meter. Die mitfavorisierte Russin Alexandra Fedoriwa belegte hinter der Ukrainerin Jelysaweta Bryshina den dritten Platz.
Auch in diesem Wettbewerb traten Dopingfälle auf. Betroffen davon waren zwei Russinnen:
- Anastassija Kapatschinskaja, zunächst auf Rang vier, wurde der Einnahme gleich zweier verbotener Substanzen überführt: Turinabol und Stanozolol.[12]
- Auch der zunächst siebtplatzierten Julija Tschermoschanskaja wurde der Missbrauch dieser beiden Substanzen nachgewiesen.[13]

### 400 m
| Platz | Athletin              | Land | Zeit (s) |
| ----- | --------------------- | ---- | -------- |
| 1     | Xenija Ustalowa       | RUS  | 49,92    |
| 2     | Antonina Kriwoschapka | RUS  | 50,10    |
| 3     | Libania Grenot        | ITA  | 50,43    |
| 4     | Denisa Rosolová       | CZE  | 50,90    |
| 5     | Antonina Jefremowa    | UKR  | 51,67    |
| 6     | Marta Milani          | ITA  | 51,87    |
| 7     | Muriel Hurtis-Houairi | FRA  | 52,05    |
| DOP   | Tatjana Firowa        | RUS  | 49,89    |

Finale: 30. Juli 2010, 19:35 Uhr
Dieser Wettbewerb wurde von zwei Dopingfällen überschattet:
- Tatjana Firowa, Russland – zunächst Erste. Im sogenannten McLaren-Report wurde institutionelles Doping in Russland untersucht und aufgedeckt. Tatjana Firowa gehörte zu den Athleten, die von 2012 bis 2013 Teil eines Dopingprogramms mit Anabolen Steroiden waren. Bereits 2008 hatte sie durch nicht abgegebene Dopingproben gegen die Bestimmungen verstoßen. Der Europameistertitel wurde ihr aberkannt, die nachfolgenden Athletinnen rückten um jeweils einen Rang nach vorne.[14]
- Pınar Saka, Türkei – im Vorlauf ausgeschieden. Der türkische Leichtathletikverband TAF sprach 2013 gegen 31 positiv auf Dopingmittel getestete Athleten Sperren aus. Zu ihnen gehörte auch Pınar Saka, deren Resultat bei diesen Europameisterschaften annulliert wurde.[15]

### 800 m
| Platz | Athletin         | Land | Zeit (min) |
| ----- | ---------------- | ---- | ---------- |
| 1     | Yvonne Hak       | NED  | 1:58,85    |
| 2     | Jennifer Meadows | GBR  | 1:59,39    |
| 3     | Lucia Klocová    | SVK  | 1:59,48    |
| 4     | Jemma Simpson    | GBR  | 1:59,90    |
| 5     | Lenka Masná      | CZE  | 1:59,91    |
| 6     | Mayte Martínez   | ESP  | 1:59,97    |
| DOP   | Marija Sawinowa  | RUS  | 1:58,22    |
| DOP   | Swetlana Kljuka  | RUS  | 2:00,15    |

Finale: 30. Juli 2010, 21:50 Uhr
In diesem Wettbewerb wurden gleich fünf weitere Athletinnen aufgrund von Verstößen gegen die Dopingbestimmungen nachträglich disqualifiziert:
- Marija Sawinowa, Russland, der ursprünglichen Siegerin, wurden vom Internationalen Sportgerichtshof CAS alle ihre Ergebnisse zwischen Juli 2010 und August 2013 aberkannt. Das Urteil fundiert auf klaren Abweichungen im Biologischen Pass, die Sawinowas Verstoß gegen die Dopingbestimmungen nachweisen.[16]
- Swetlana Kljuka, Russland, die als Achte ins Ziel gelaufen war, wurde im Juli 2012 aufgrund von Unregelmäßigkeiten in ihrem Biologischen Pass suspendiert, ihre Ergebnisse wurden entsprechend annulliert.[17]

- Bei Olga Cristea, Republik Moldau, im Vorlauf ausgeschieden, wurden überhöhte Testosteron-Werte festgestellt. Sie erhielt eine zweijährige Sperre, ihr Resultat bei diesen Europameisterschaften wurde annulliert.[18]
- Swjatlana Ussowitsch, Belarus, im Vorlauf ausgeschieden, wurde bei Nachtests nachgewiesen, dass sie bereits 2008 gegen die Dopingbestimmungen verstoßen hatte. Ihre Ergebnisse wurden entsprechend annulliert.[19]
- Tatjana Andrianowa, Russland, im Vorlauf ausgeschieden, wurde mehrfach bei Verstößen gegen die Dopingbestimmungen erwischt. Unter anderem wurden ihre Resultate vom 26. Juli 2010 bis 25. Juli 2012 gestrichen.[21]

### 1500 m
| Platz | Athletin           | Land | Zeit (min) |
| ----- | ------------------ | ---- | ---------- |
| 1     | Nuria Fernández    | ESP  | 4:00,20    |
| 2     | Hind Dehiba Chahyd | FRA  | 4:01,17    |
| 3     | Natalia Rodríguez  | ESP  | 4:01,30    |
| 4     | Lisa Dobriskey     | GBR  | 4:01,54    |
| 5     | Stephanie Twell    | GBR  | 4:02,70    |
| 6     | Fanjanteino Félix  | FRA  | 4:04,16    |
| 7     | Oxana Sbroschek    | RUS  | 4:04,91    |
| 8     | Hannah England     | GBR  | 4:05,07    |

Finale: 1. August 2010, 21:15 Uhr

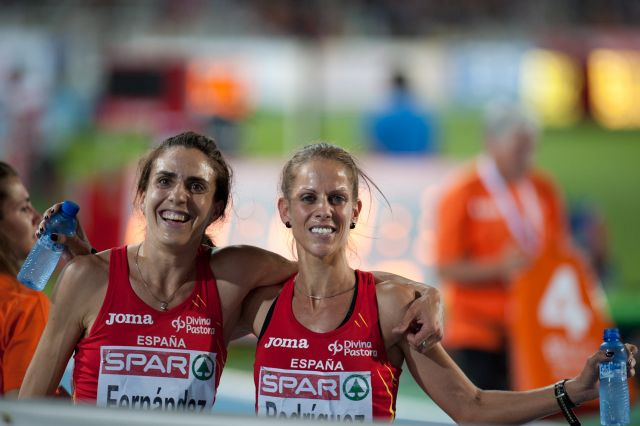
Nuria Fernández und Natalia Rodríguez feierten ihre Medaillen

Wie auch auf der kürzeren Mittelstrecke waren im 1500-Meter-Lauf Dopingfälle zu beklagen, hier waren es vier:
- Die Türkin Aslı Çakır Alptekin, zunächst Fünfte, ist eine Mehrfachtäterin in Sachen Doping. Schon 2004 wurde sie positiv auf Methenolon getestet. Nun wurde Alptekin erneut suspendiert und 2015 rückwirkend für acht Jahre gesperrt, ein Strafmaß, das die IAAF für Wiederholungstäterinnen vorschreibt.[22]
- Die Russin Anna Alminowa, ursprüngliche Sechste, wurde positiv auf die verbotene Substanz Pseudoephedrin getestet. Ihr Resultat der Europameisterschaften von 2010 wurde später annulliert.[23]
- Der Belarussin Natallja Karejwa, im Vorlauf ausgeschieden, wurden Abweichungen im Biologischen Pass für den 28. Juli 2010 nachgewiesen, die ihren Dopingbetrug belegten. Ihr Resultat bei diesen Europameisterschaften wurde annulliert und sie erhielt eine Sperre vom 22. August 2014 bis 21. August 2016.[24]

- Der Russin Natalja Jewdokimowa, im Vorlauf ausgeschieden, wurde per Bluttest Dopingmissbrauch nachgewiesen. Ihre Resultate vom 17. August 2009 bis 29. Mai 2012 wurden gestrichen und sie wurde beginnend am 14. April 2016 für vier Jahre gesperrt.[25]

### 5000 m
| Platz | Athletin          | Land | Zeit (min)  |
| ----- | ----------------- | ---- | ----------- |
| 1     | Elvan Abeylegesse | TUR  | 14:54,44 CR |
| 2     | Sara Moreira      | POR  | 14:54,71000 |
| 3     | Jéssica Augusto   | POR  | 14:58,47000 |
| 4     | Elena Romagnolo   | ITA  | 15:14,40000 |
| 5     | Sabine Fischer    | SUI  | 15:19,80000 |
| 6     | Anikó Kálovics    | HUN  | 15:29,44000 |
| 7     | Olga Golowkina    | RUS  | 15:31,11000 |
| 8     | Judith Plá        | ESP  | 15:35,01000 |

Datum: 1. August 2010, 20:40 Uhr
Kurzbericht:

Auf der letzten Runde setzten sich die beiden aus Äthiopien stammenden Türkinnen Alemitu Bekele und Elvan Abeylegesse von den beiden Portugiesinnen Sara Moreira und Jéssica Augusto ab. Bekele lief zwar als Erste ins Ziel, wurde später jedoch disqualifiziert – siehe unten. So gewann Abeylegesse neben dem 10.000- nun auch den 5000-Meter-Lauf. Außerdem erhielt auch Jéssica Augusto mit Bronze ihre verdiente Medaille. Sara Moreira rückte auf den Silberrang vor. Die Schweizerin Sabine Fischer kam in der Endwertung auf den fünften Rang.
In diesem Wettbewerb kam es zu insgesamt vier dopingbedingten nachträglichen Disqualifikationen. Betroffen waren zwei türkische und zwei russische Läuferinnen:
- Die aus Äthiopien stammende und für die Türkei startende Alemitu Bekele, zunächst Erste, wurde im Jahr 2013 wegen Dopingmissbrauchs gesperrt und nachträglich disqualifiziert.[26]

- Die Russin Marija Konowalowa, ursprüngliche Fünfte, wurde aufgrund von Unregelmäßigkeiten ihres Biologischen Passes für zwei Jahre suspendiert. Außerdem wurden ihr zahlreiche Resultate, darunter ihre Platzierung bei den Europameisterschaften 2010 aberkannt.[27]
- Die zunächst siebtplatzierte Türkin Meryem Erdoğan, wurde 2012 wegen Abweichungen in ihrem Blutpass für zwei Jahre gesperrt. Unter anderem auch ihre Resultate der Europameisterschaften von 2010 über 5000 und 10.000 Meter wurden annulliert.[29]
- Die Russin Jelisaweta Gretschischnikowa war zunächst auf Rang neun eingelaufen. Aufgrund von Unregelmäßigkeiten in ihrem Biologischen Pass wurden alle ihre Ergebnisse von 2009 bis 2013 annulliert.[28]

### 10.000 m
| Platz | Athletin              | Land | Zeit (min) |
| ----- | --------------------- | ---- | ---------- |
| 1     | Elvan Abeylegesse     | TUR  | 31:10,23   |
| 2     | Jéssica Augusto       | POR  | 31:25,77   |
| 3     | Hilda Kibet           | NED  | 31:36,90   |
| 4     | Sabrina Mockenhaupt   | GER  | 32:06,02   |
| 5     | Jelena Sokolowa       | RUS  | 32:36,71   |
| 6     | Krisztina Papp        | HUN  | 32:49,05   |
| 7     | Ana Dulce Félix       | POR  | 33:12,93   |
| 8     | Swjatlana Kudselitsch | BLR  | 33:31,33   |

Datum: 28. Juli 2010, 21:05 Uhr
Kurzbericht:

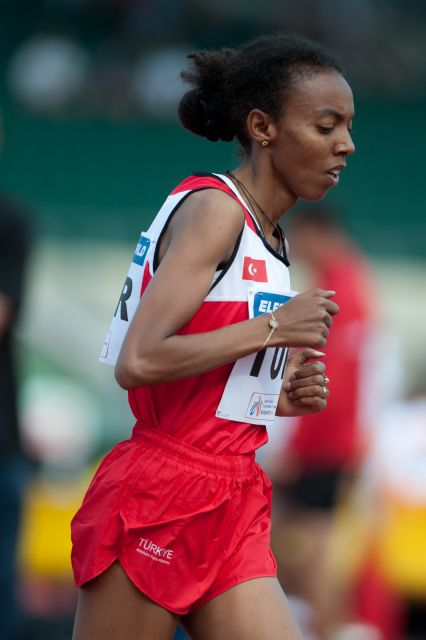
Europameisterin Elvan Abeylegesse

Dreizehn der achtzehn gestarteten Athletinnen kamen ins Ziel. Die in Äthiopien geborene Türkin Elvan Abeylegesse übernahm auf dem vierten Kilometer die Führung und gab sie bis zum Schluss nicht mehr ab. Jéssica Augusto lag lange Zeit auf dem zweiten Platz. Sie wurde zwar in der Schlussphase noch von der russischen Titelverteidigerin Inga Abitowa überholt, die jedoch gedopt war und disqualifiziert wurde – siehe unten. Deshalb erhielt Augusto im Nachhinein die Silbermedaille. Drei Tage später errang sie als Dritte über 5000 Meter noch eine zweite Medaille. Mit der für die Niederlande startende Hilda Kibet folgte eine weitere in Ostafrika geborene Läuferin vor der Deutschen Sabrina Mockenhaupt auf dem vierten Platz. Die Schweizerin Martina Strähl lief in 33:37,89 min als Neunte ein.
Wie in allen anderen Mittel- und Langstrecken kam es auch in diesem Wettbewerb zu dopingbedingten Disqualifikationen, hier durch Läuferinnen aus der Türkei und Russland in drei Fällen:
- Die Russin Inga Abitowa, ursprünglich Zweite, wurde der Einnahme der verbotenen Substanz Turinabol überführt. Ihr Resultat von den Europameisterschaften von 2010 wurde annulliert.[12]
- Die zunächst fünftplatzierte Türkin Meryem Erdoğan wurde 2012 wegen Abweichungen in ihrem Biologischen Pass für zwei Jahre gesperrt. Unter anderem auch ihre Resultate der Europameisterschaften von 2010 über 5000 und 10.000 Meter wurden annulliert.[29]
- Die Russin Lilija Schobuchowa hatte das Rennen aufgegeben. Sie wurde Ende April 2014 wegen Dopingmissbrauchs gesperrt, unter anderem ihr EM-Resultat von 2010 wurde annulliert. Vorausgegangen waren Enthüllungen zu Zahlungen in Größenordnungen von insgesamt einer halben Million US-Dollar für Bestechungen, Startberechtigungen und ähnlichen Dingen, in die auch der frühere IAAF-Präsident Lamine Diack verwickelt war.[30]

### Marathon
| Platz | Athletin            | Land | Zeit (h) |
| ----- | ------------------- | ---- | -------- |
| 1     | Anna Incerti        | ITA  | 2:32:48  |
| 2     | Tetjana Filonjuk    | UKR  | 2:33:57  |
| 3     | Isabellah Andersson | SWE  | 2:34:43  |
| 4     | Olivera Jevtić      | SRB  | 2:34:56  |
| 5     | Alessandra Aguilar  | ESP  | 2:35:04  |
| 6     | Marisa Barros       | POR  | 2:35:43  |
| 7     | Rosaria Console     | ITA  | 2:36:20  |
| 8     | Silwija Skworzowa   | RUS  | 2:36:31  |

Datum: 31. Juli 2010, 10:05 Uhr
Kurzbericht:

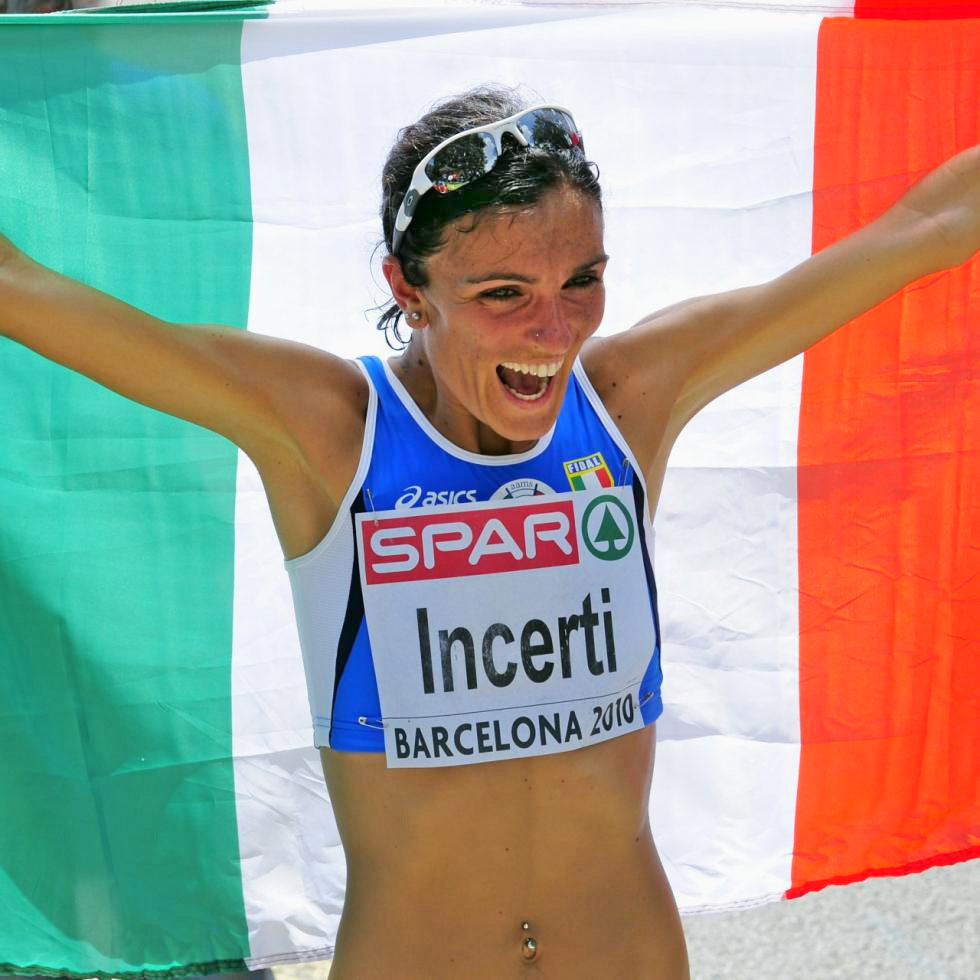
Europameisterin Anna Incerti nach dem Lauf in Barcelona

Von 43 gestarteten Athletinnen beendeten 36 das Rennen. Nachdem die beiden erstplatzierten Läuferinnen wegen Dopingbetrugs disqualifiziert worden waren, wurde die Italienerin Anna Incerti Europameisterin. Die Schweizerin Maja Neuenschwander belegte den 24. Platz, ihre Landsfrau Patricia Morceli gab das Rennen nach dreißig Kilometern auf. Es waren keine deutschen Läuferinnen am Start, auch die Titelverteidigerin Ulrike Maisch verzichtete. Österreich und Liechtenstein waren ebenfalls nicht vertreten.
Drei Dopingfälle traten im Marathonlauf auf:
- Die ursprüngliche Siegerin Živilė Balčiūnaitė aus Litauen, wurde der Einnahme der verbotenen Substanzen Testosteron und Epitestosteron überführt. Sie erhielt eine Sperre von zwei Jahren bis zum 6. September 2012. Ihr Resultat von den Europameisterschaften von 2010 wurde annulliert.[31]

- Die Russin Nailja Julamanowa, zunächst Zweite, wurde der Einnahme von Substanz Steroiden überführt und erhielt eine Sperre. Ihre Silbermedaille von den Europameisterschaften von 2010 musste sie zurückgeben.[17]
- Der Russin Irina Timofejewa, zunächst Neunte, wurde ihr Resultat von den Europameisterschaften von 2010 nach Unregelmäßigkeiten in ihrem Biologischen Pass aberkannt.[32]

#### Marathon-Cup
| Platz | Land           | Athletinnen                                                          | Zeit (h) |
| ----- | -------------- | -------------------------------------------------------------------- | -------- |
| 1     | Italien        | Anna Incerti Rosaria Console Deborah Toniolo                         | 7:46:18  |
| 2     | Großbritannien | Michelle Ross-Cope Susan Partridge Holly Rush                        | 8:00:36  |
| 3     | Ukraine        | Tetjana Filonjuk Svitlana Stanko-Klymenko Olena Biloschtschuk-Popowa | 8:08:53  |
| 4     | Russland       | Silvia Skworzowa Jewgenia Danilowa Tetjana Zahriitschuk              | 8:10:18  |
| 5     | Schweden       | Isabellah Andersson Anna von Schenck Lena Gavelin                    | 8:11:32  |
| 6     | Norwegen       | Kirsten Melkevik Kjersti Karolin Danielsen Christina Bus Holth       | 8:15:39  |

Datum: 31. Juli 2010, 10:05 Uhr
Im Marathonlauf gab es zusätzlich auch eine Teamwertung, für die die Zeiten der drei besten Läuferinnen je Nation addiert wurden. Die Wertung zählte allerdings nicht zum offiziellen Medaillenspiegel.

### 100 m Hürden
| Platz | Athletin            | Land | Zeit (s) |
| ----- | ------------------- | ---- | -------- |
| 1     | Nevin Yanıt         | TUR  | 12,63 NR |
| 2     | Derval O’Rourke     | IRL  | 12,65 NR |
| 3     | Carolin Nytra       | GER  | 12,68000 |
| 4     | Christina Vukicevic | NOR  | 12,78000 |
| 5     | Jewhenija Snihur    | UKR  | 12,92000 |
| 6     | Tatjana Dektjarjowa | RUS  | 12,98000 |
| 7     | Lisa Urech          | SUI  | 13,02000 |
| 8     | Nadine Hildebrand   | GER  | 13,08000 |

Finale: 31. Juli 2010, 20:25 Uhr
Wind: −0,5 m/s
Kurzbericht:

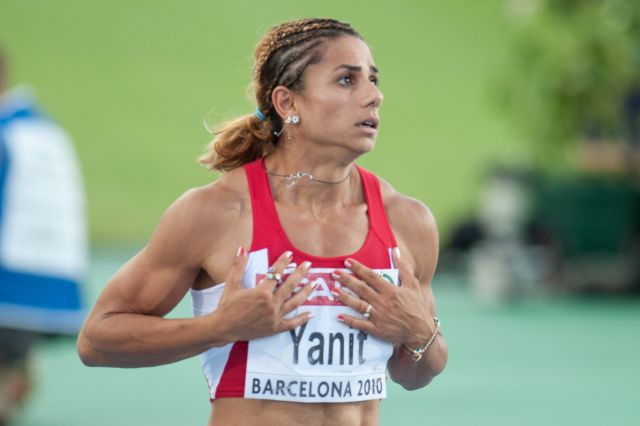
Die Gewinnerin Nevin Yanıt

Nachdem die Türkin Nevin Yanıt bereits im Halbfinale einen neuen Landesrekord aufgestellt hatte, verbesserte sie diesen im Finale nochmals und gewann das Rennen vor der Irin Derval O’Rourke sowie der Schnellsten der Europäischen Jahresbestenliste, der Deutschen Carolin Nytra. Die Schweizerin Lisa Urech, die im Halbfinale mit 12,95 s nur knapp ihre Bestleistung von 12,84 s verfehlt hatte, konnte sich im Finale nicht mehr steigern und belegte so den siebten, ihre deutsche Kollegin Nadine Hildebrand den achten Platz.

### 400 m Hürden
| Platz | Athletin             | Land | Zeit (s) |
| ----- | -------------------- | ---- | -------- |
| 1     | Natalja Antjuch      | RUS  | 52,92 CR |
| 2     | Wanja Stambolowa     | BUL  | 53,82 NR |
| 3     | Perri Shakes-Drayton | GBR  | 54,18000 |
| 4     | Zuzana Hejnová       | CZE  | 54,30000 |
| 5     | Angela Moroșanu      | ROM  | 54,58000 |
| 6     | Jewgenija Issakowa   | RUS  | 54,59000 |
| 7     | Natalja Iwanowa      | RUS  | 55,51000 |
| 8     | Eilidh Child         | GBR  | 55,51000 |

Finale: 30. Juli 2010, 21:40 Uhr

### 3000 m Hindernis
| Platz | Athletin             | Land | Zeit (min) |
| ----- | -------------------- | ---- | ---------- |
| 1     | Julija Sarudnewa     | RUS  | 9:17,57 CR |
| 2     | Hatti Dean           | GBR  | 9:30,19000 |
| 3     | Wioletta Frankiewicz | POL  | 9:34,13000 |
| 4     | Layes Abdullayeva    | AZE  | 9:34,75 NR |
| 5     | Sophie Duarte        | FRA  | 9:35,52000 |
| 6     | Zulema Fuentes-Pila  | ESP  | 9:35,71 NR |
| 7     | Ancuța Bobocel       | ROM  | 9:41,20000 |
| 8     | Katarzyna Kowalska   | POL  | 9:42,47000 |

Finale: 30. Juli 2010, 20:25 Uhr

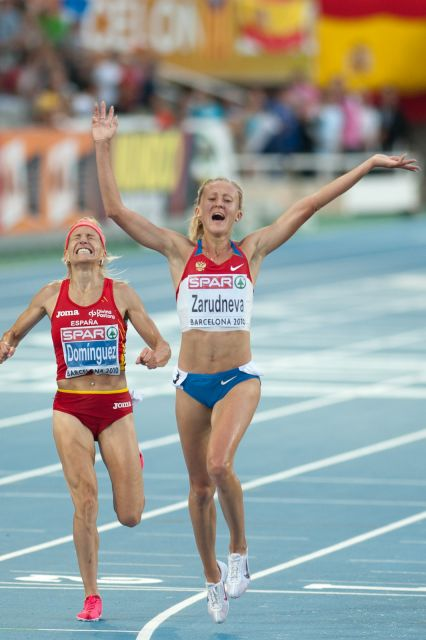
Julija Sarudnewa – nach dem WM- nun auch der EM-Titel

Der 3000-Meter-Hindernislauf wurde von drei Dopingfällen überschattet:
- Im November 2015 wurde der Spanierin Marta Domínguez nach einem Urteil des Internationalen Sportgerichtshofs CAS der Vizeeuropameistertitel wegen Dopingmissbrauchs aberkannt.[33]
- Die Russin Ljubow Charlamowa wurde, nachdem sie aufgrund von Domínguez’ Disqualifikation zunächst auf den zweiten Platz vorgerückt war, vom russischen Leichtathletik-Verband RusAF wegen positiver Dopingtests für zwei Jahre gesperrt. Ihr EM-Resultat von 2010 wurde gestrichen.[34]
- Die Griechin Iríni Kokkinaríou, die im Vorlauf ausgeschieden war, gehörte zu neun Athleten, die zwei Tage vor Beginn der Olympischen Spiele 2012 für zwei Jahre gesperrt wurden, nachdem ihr über ein neues Verfahren der WADA Abweichungen im Biologischen Pass nachgewiesen wurden.[35]

### 4 × 100 m Staffel
| Platz | Land       | Athletinnen | Zeit (s) |
| ----- | ---------- | --- | -------- |
| 1     | Ukraine    | Olessja Powch Natalija Pohrebnjak Marija Rjemjen Jelysaweta Bryshina (Finale) im Vorlauf außerdem: Jelena Tschebanu                          | 42,29 WL |
| 2     | Frankreich | Myriam Soumaré (Finale) Véronique Mang Lina Jacques-Sébastien (Finale) Christine Arron im Vorlauf außerdem: Céline Distel-Bonnet Nelly Banco | 42,45000 |
| 3     | Polen      | Marika Popowicz Daria Korczyńska Marta Jeschke Weronika Wedler                                                                               | 42,68 NR |
| 4     | Belarus    | Julija Neszjarenka Kazjaryna Schumak Alena Neumjarschyzkaja Julija Balykina                                                                  | 43,18000 |
| 5     | Spanien    | Ana Torrijos Digna Luz Murillo Estela García Amparo María Cotán                                                                              | 43,45 NR |
| 6     | Schweden   | Emma Rienas Lena Berntsson Elin Backman Moa Hjelmer                                                                                          | 43,75000 |
| DNF   | Belgien    | Olivia Borlée Hanna Mariën Élodie Ouédraogo Frauke Penen                                                                                     |          |
| DOP   | Russland   | Juna Mechti-Sade Alexandra Fedoriwa (Finale) Julija Guschtschina Julija Tschermoschanskaja im Vorlauf außerdem: Julia Kazura                 | 42,91000 |

Finale: 1. August 2010, 19:50 Uhr
Kurzbericht:

Europameister über 4-mal 100 Meter der Frauen wurde die Staffel aus der Ukraine, was als eine Überraschung galt. Favorisiert waren die Französinnen und Polinnen, welche den zweiten bzw. dritten Platz belegten. Die Zeit von 42,29 der Siegerinnen mit Olessja Powch, Natalija Pohrebnjak, Marija Rjemjen und Jelysaweta Bryshina war Weltjahresbestzeit. Die ebenfalls mitfavorisierte deutsche Staffel mit Yasmin Kwadwo, Marion Wagner, Anne Möllinger und Verena Sailer war aufgrund eines Wechselfehlers bereits im Vorlauf ausgeschieden – beim Wechsel zwischen Anne Möllinger und Schlussläuferin Verena Sailer war der Stab zu Boden gefallen.
Doping:

Die zunächst viertplatzierte russische Staffel wurde wegen der Beteiligung der bereits im 200-Meter-Lauf benannten Sprinterin Julija Tschermoschanskaja disqualifiziert. Tschermoschanskaja hatte mittels Stanozolol und Turinabol gedopt und wurde dafür bestraft.

### 4 × 400 m Staffel
| Platz | Land           | Athletinnen | Zeit (min) |
| ----- | -------------- | --- | ---------- |
| 1     | Deutschland    | Fabienne Kohlmann (Finale) Esther Cremer Janin Lindenberg Claudia Hoffmann im Vorlauf außerdem: Jill Richards                                                                      | 3:24,07000 |
| 2     | Großbritannien | Nicola Sanders Marilyn Okoro Lee McConnell Perri Shakes-Drayton (Finale) im Vorlauf außerdem: Vicki Barr                                                                           | 3:24,32000 |
| 3     | Italien        | Chiara Bazzoni Marta Milani Maria Enrica Spacca Libania Grenot | 3:25,71 NR |
| 4     | Ukraine        | Daryna Prystupa Hanna Titimez Alina Lohwynenko (Finale) Antonina Jefremowa (Finale) im Vorlauf außerdem: Julija Krewsun Natalija Lupu                                              | 3:28,03000 |
| 5     | Frankreich     | Marie-Angélique Lacordelle Muriel Hurtis-Houairi (Finale) Thélia Sigère Virginie Michanol (Finale) im Vorlauf außerdem: Lætitia Anaba-Denis Floria Gueï                            | 3:28,11000 |
| 6     | Rumänien       | Angela Moroșanu Anamaria Ioniță Bianca Răzor Mirela Lavric | 3:29,75000 |
| DOP   | Russland       | Anastassija Kapatschinskaja (Finale) Antonina Kriwoschapka Xenija Ustalowa (Finale) Tatjana Firowa (Finale) im Vorlauf außerdem: Natalja Nasarowa Xenija Sadorina Xenija Aksjonowa | 3:21,26000 |
| DOP   | Belarus        | Kazjaryna Mischyna Alena Kijewitsch Hanna Taschpulatawa (Finale) Swjatlana Ussowitsch im Vorlauf außerdem: Hanna Reischal                                                          | 3:26,74000 |

Finale: 1. August 2010, 21:40 Uhr
Kurzbericht:

Die deutsche Staffel mit Janin Lindenberg, Esther Cremer, Fabienne Kohlmann und Claudia Hoffmann sowie der im Vorlauf eingesetzten Jill Richards lief eine Zeit von 3:24,07 min und wurde so Europameister vor den Britinnen.
Drei Staffeln wurden dopingbedingt disqualifiziert:
- In der russischen Staffel war die bereits im Resultat über 200 Meter benannte Anastassija Kapatschinskaja gedopt.[12]
- Auch das Ergebnis der belarussischen Staffel – das Team hatte mit der gedopten Swjatlana Ussowitsch Rang sieben belegt – wurde später wegen Dopingmissbrauchs annulliert.[20] Der Athletin wurde bei Nachtests nachgewiesen, dass sie bereits 2008 gegen die Antidopingbestimmungen verstoßen hatte. Ihre Ergebnisse wurden entsprechend annulliert.[19]
- In der türkischen Mannschaft – in der Vorrunde ausgeschieden – war Pınar Saka als Schlussläuferin eingesetzt, deren Resultat auch im Einzelrennen über 400 Meter wegen Verstoßes gegen die Dopingbestimmungen gestrichen wurde. In Konsequenz wurde auch das Ergebnis der türkischen Staffel annulliert.[15]

### 20 km Gehen
| Platz | Athletin            | Land | Zeit (h) |
| ----- | ------------------- | ---- | -------- |
| 1     | Anisja Kirdjapkina  | RUS  | 1:28:55  |
| 2     | Wera Sokolowa       | RUS  | 1:29:32  |
| 3     | Melanie Seeger      | GER  | 1:29:43  |
| 4     | Beatriz Pascual     | ESP  | 1:29:52  |
| 5     | Vera Santos         | POR  | 1:30:52  |
| 6     | Kristina Saltanovič | LTU  | 1:31:40  |
| 7     | Ana Cabecinha       | POR  | 1:31:48  |
| 8     | Inês Henriques      | POR  | 1:32:26  |

Datum: 28. Juli 2010, 8:05 Uhr
Doping:

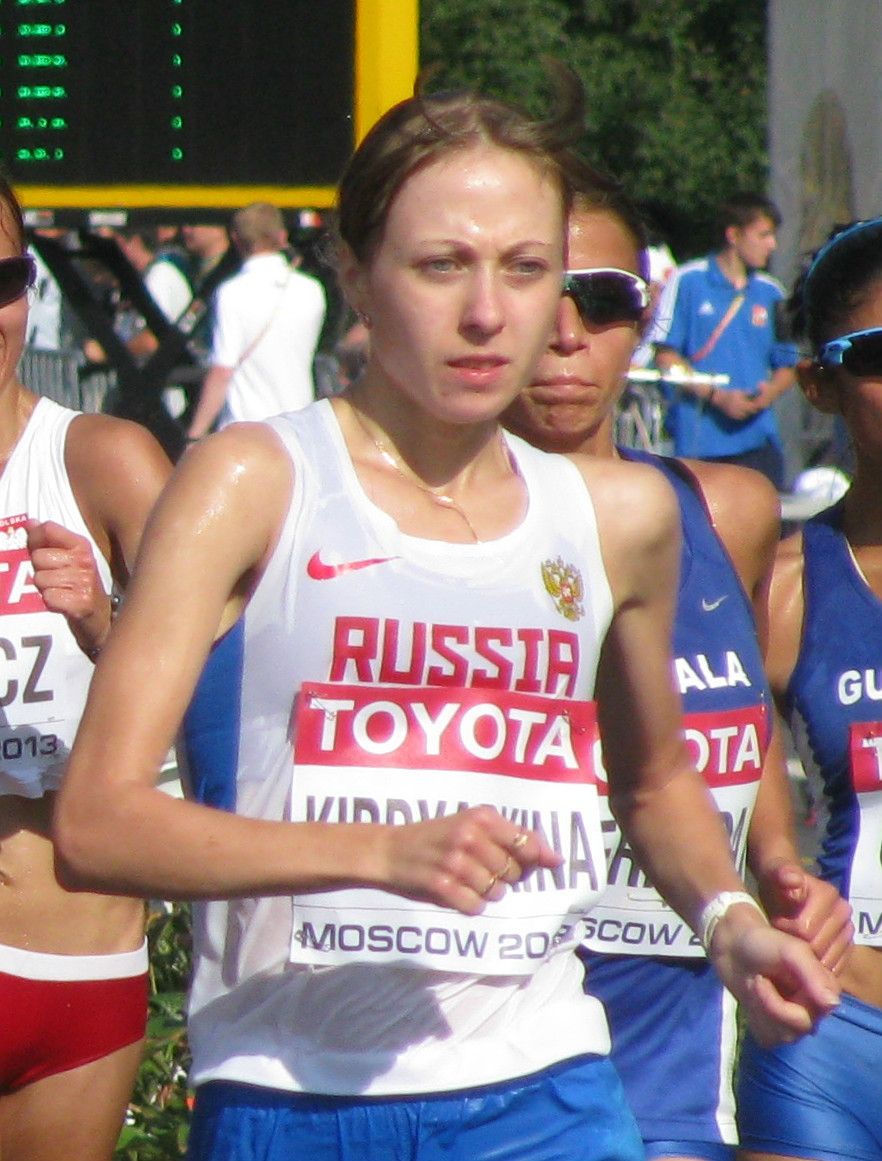
2009 WM-Dritte und nun Europameisterin: Anisja Kirdjapkina

Für die ursprünglich als Erste eingekommene Russin Olga Kaniskina wurden nach einem Urteil des Internationalen Sportgerichtshofs vom März 2016 alle Ergebnisse zwischen dem 5. August 2009 und dem 15. Oktober 2012 wegen Dopingmissbrauchs annulliert.

### Hochsprung
| Platz | Athletin           | Land | Höhe (m) |
| ----- | ------------------ | ---- | -------- |
| 1     | Blanka Vlašić      | CRO  | 2,03 CRe |
| 2     | Emma Green         | SWE  | 2,010000 |
| 3     | Ariane Friedrich   | GER  | 2,010000 |
| 4     | Swetlana Schkolina | RUS  | 1,970000 |
| 5     | Tia Hellebaut      | BEL  | 1,970000 |
| 6     | Ruth Beitia        | ESP  | 1,950000 |
| 6     | Wita Stjopina      | UKR  | 1,950000 |
| 8     | Adonía Steryíou    | GRE  | 1,920000 |

Finale: 1. August 2010, 19:30 Uhr
Kurzbericht:

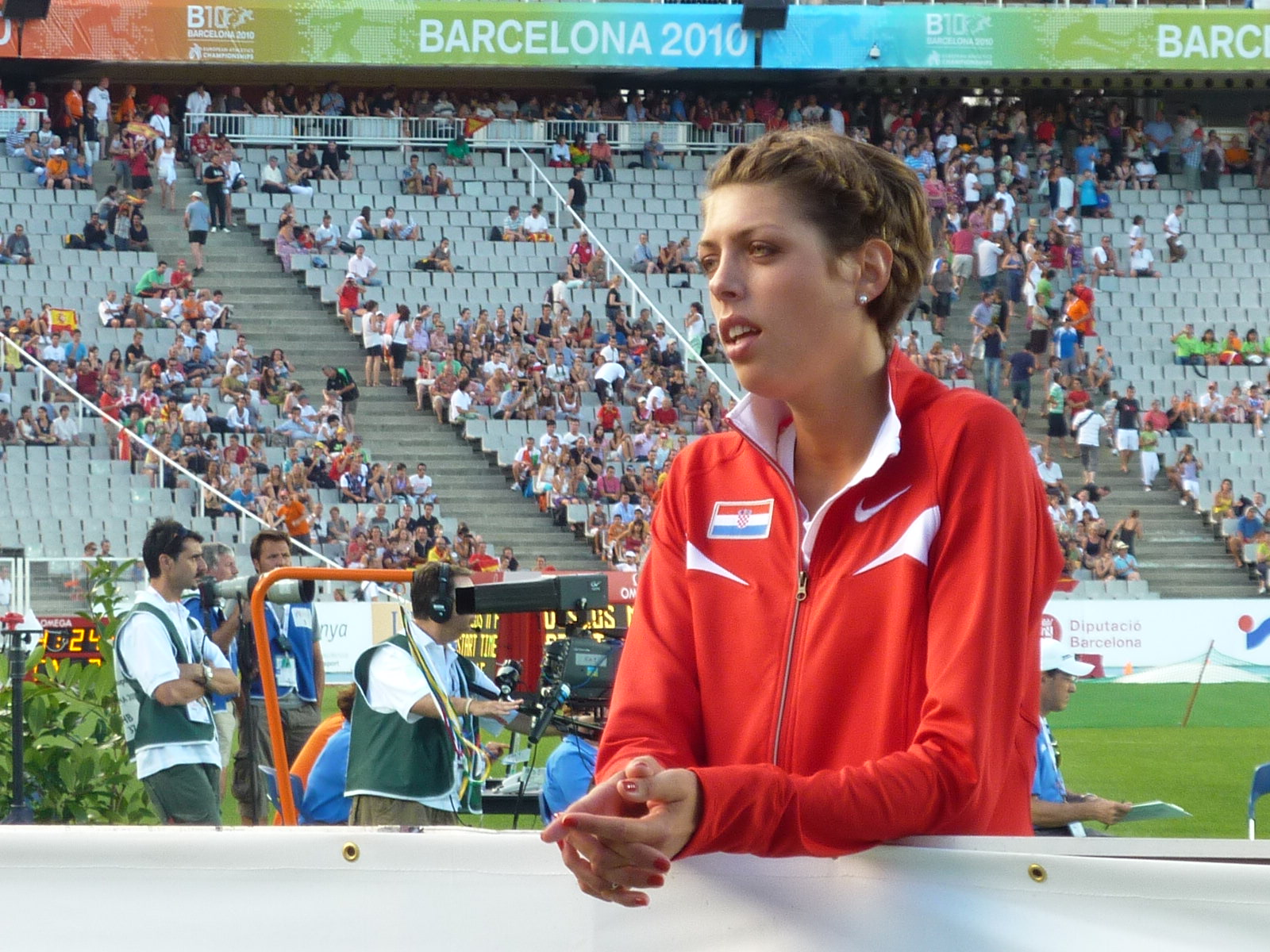
Blanka Vlašić beim Beratungsgespräch mit ihrem Trainer zwischen den Sprüngen

Blanka Vlašić wurde Europameisterin und stellte sowohl Tia Hellebauts Europameisterschaftsrekord von 2006 als auch die europäische Saisonbestleistung ein. Die zweitplatzierte Emma Green verbesserte ihren persönlichen Rekord um drei Zentimeter und benötigte für ihre Höhe von 2,01 m einen Versuch weniger als Ariane Friedrich, die mit ebenfalls 2,01 m die Bronzemedaille gewann. Titelverteidigerin Tia Hellebaut erzielte als Fünfte hinter Swetlana Schkolina eine persönliche Saisonbestleistung.

### Stabhochsprung
| Platz | Athletin              | Land | Höhe (m) |
| ----- | --------------------- | ---- | -------- |
| 1     | Swetlana Feofanowa    | RUS  | 4,750000 |
| 2     | Silke Spiegelburg     | GER  | 4,650000 |
| 3     | Lisa Ryzih            | GER  | 4,650000 |
| 4     | Anastassija Schwedawa | BLR  | 4,65 NR0 |
| 5     | Jiřina Ptáčníková     | CZE  | 4,650000 |
| 6     | Kate Dennison         | GBR  | 4,550000 |
| 7     | Julija Golubtschikowa | RUS  | 4,550000 |
| 8     | Cathrine Larsåsen     | NOR  | 4,35 NRe |

Finale: 30. Juli 2010, 18:30 Uhr
Kurzbericht:

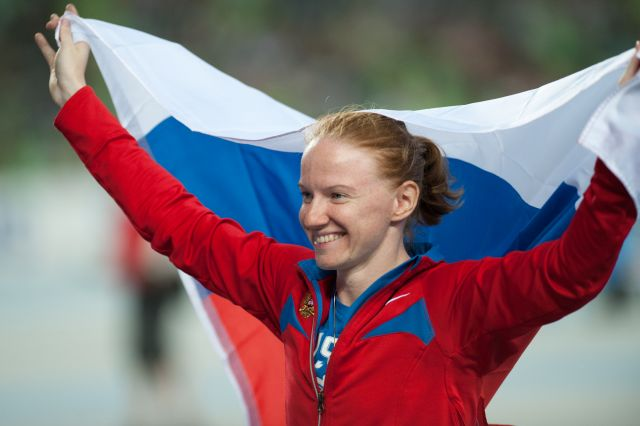
Nach vielen großen Erfolgen seit 2001 wurde Swetlana Feofanowa hier zum zweiten Mal Europameisterin

Obwohl mit der russischen Weltrekordhalterin, Titelverteidigerin, Olympiasiegerin von 2008 und Weltmeisterin von 2007 Jelena Issinbajewa die dominierende Stabhochspringerin nicht an den Europameisterschaften teilnahm, ging der EM-Titel dank Swetlana Feofanowa doch nach Russland. Die beiden Deutschen Silke Spiegelburg und Lisa Ryzih errangen die Silber und Bronze. Die dritte Deutsche Carolin Hingst belegte den elften Platz, die Schweizerin Anna Katharina Schmid scheiterte im Finale dreimal an der Anfangshöhe von 4,15 m, nachdem sie sich in der Qualifikation leicht verletzt hatte.

### Weitsprung
| Platz | Athletin              | Land | Weite (m) |
| ----- | --------------------- | ---- | --------- |
| 1     | Ineta Radēviča        | LAT  | 6,92 NR   |
| 2     | Naide Gomes           | POR  | 6,92000   |
| 3     | Olga Kutscherenko     | RUS  | 6,84 w0   |
| 4     | Wiktorija Rybalko     | UKR  | 6,78000   |
| 5     | Ljudmila Koltschanowa | RUS  | 6,75000   |
| 6     | Nastassja Mirontschyk | BLR  | 6,75000   |
| 7     | Renáta Medgyesová     | SVK  | 6,71000   |
| 8     | Ivana Španović        | SRB  | 6,60000   |

Finale: 28. Juli 2010, 20:00 Uhr
Kurzbericht:

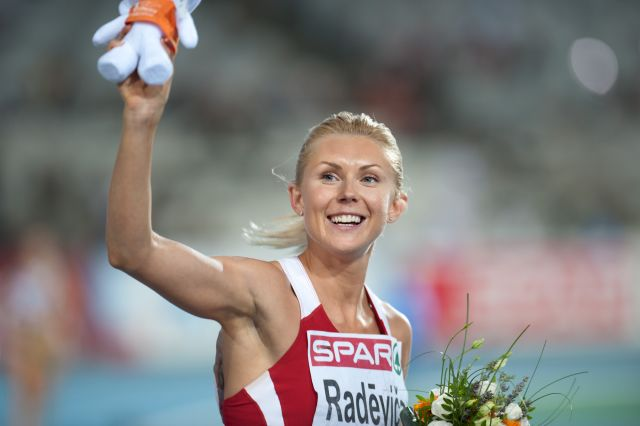
Ineta Radēviča nach ihrem Sieg im Weitsprung

Ineta Radēviča gewann überraschend den Europameisterschaftstitel. Da Naide Gomes mit 6,92 m die gleiche Weite wie Radēviča erzielte, entschied die zweitbeste Weite des Wettkampfs, welche mit 6,87 m die Lettin aufwies. Die Schweizerin Irene Pusterla und die Deutsche Bianca Kappler hatten sich nicht für das Finale qualifizieren können.

### Dreisprung
| Platz | Athletin            | Land | Weite (m) |
| ----- | ------------------- | ---- | --------- |
| 1     | Olha Saladucha      | UKR  | 14,81000  |
| 2     | Simona La Mantia    | ITA  | 14,56000  |
| 3     | Svetlana Bolshakova | BEL  | 14,55 NR  |
| 4     | Nadeschda Aljochina | RUS  | 14,45 w0  |
| 5     | Adelina Gavrilă     | ROM  | 14,33 w0  |
| 6     | Snežana Rodič       | SLO  | 14,32000  |
| 7     | Dana Velďáková      | SVK  | 14,16000  |
| 8     | Patrícia Mamona     | POR  | 14,07000  |

Finale: 31. Juli 2010, 19:10 Uhr
Doping;

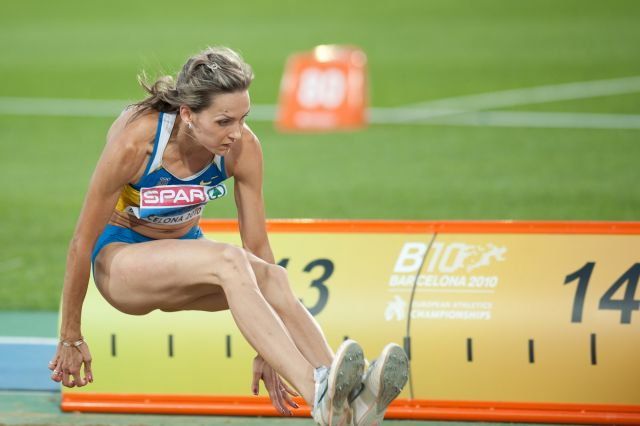
Die Siegerin Olha Saladucha bei einem ihrer Sprünge

Die Griechin Athanasía Pérra, die zunächst den zehnten Platz belegt hatte, wurde nachträglich des Dopings überführt und disqualifiziert.

### Kugelstoßen
| Platz | Athletin                         | Land | Weite (m) |
| ----- | -------------------------------- | ---- | --------- |
| 1     | Anna Awdejewa                    | RUS  | 19,39     |
| 2     | Janina Prawalinskaja-Karoltschyk | BLR  | 19,29     |
| 3     | Olga Iwanowa                     | RUS  | 19,02     |
| 4     | Petra Lammert                    | GER  | 18,94     |
| 5     | Nadine Kleinert                  | GER  | 18,94     |
| 6     | Denise Hinrichs                  | GER  | 18,48     |
| 7     | Helena Engman                    | SWE  | 18,11     |
| 8     | Mariam Kewchischwili             | GE0  | 17,87     |

Finale: 27. Juli 2010, 19:35 Uhr
Auch das Kugelstoßen blieb nicht von der Dopingproblematik ausgenommen, in beiden aufgetretenen Fällen waren belarussische Sportlerinnen betroffen:
- Die zunächst siegreiche Nadseja Astaptschuk wurde schon zum dritten Mal des Dopingbetrugs überführt. Sie wurde für vier Jahre von allen Wettkämpfen ausgeschlossen und entging nur knapp einer lebenslänglichen Sperre.[38]
- Auch die zunächst zweitplatzierte Natallja Michnewitsch war bereits früher als Dopingsünderin enttarnt worden – so auch bei diesen Europameisterschaften.[39][40]

### Diskuswurf
| Platz | Athletin          | Land | Weite (m) |
| ----- | ----------------- | ---- | --------- |
| 1     | Sandra Perković   | CRO  | 64,67     |
| 2     | Nicoleta Grasu    | ROU  | 63,48     |
| 3     | Joanna Wiśniewska | POL  | 62,37     |
| 4     | Natalja Sadowa    | RUS  | 61,20     |
| 5     | Zinaida Sendriūtė | LTU  | 60,70     |
| 6     | Dragana Tomašević | SRB  | 60,10     |
| 7     | Sabine Rumpf      | GER  | 58,89     |
| 8     | Nadine Müller     | GER  | 57,78     |

Finale: 28. Juli 2010, 18:30 Uhr

### Hammerwurf
| Platz | Athletin         | Land | Weite (m) |
| ----- | ---------------- | ---- | --------- |
| 1     | Betty Heidler    | GER  | 76,38     |
| 2     | Tatjana Lyssenko | RUS  | 75,65     |
| 3     | Anita Włodarczyk | POL  | 73,34     |
| 4     | Bianca Perie     | ROM  | 71,62     |
| 5     | Zalina Marghieva | MDA  | 70,77     |
| 6     | Silvia Salis     | ITA  | 68,85     |
| 7     | Merja Korpela    | FIN  | 68,21     |
| 8     | Berta Castells   | ESP  | 68,20     |

Finale: 30. Juli 2010, 20:20 Uhr
Kurzbericht:

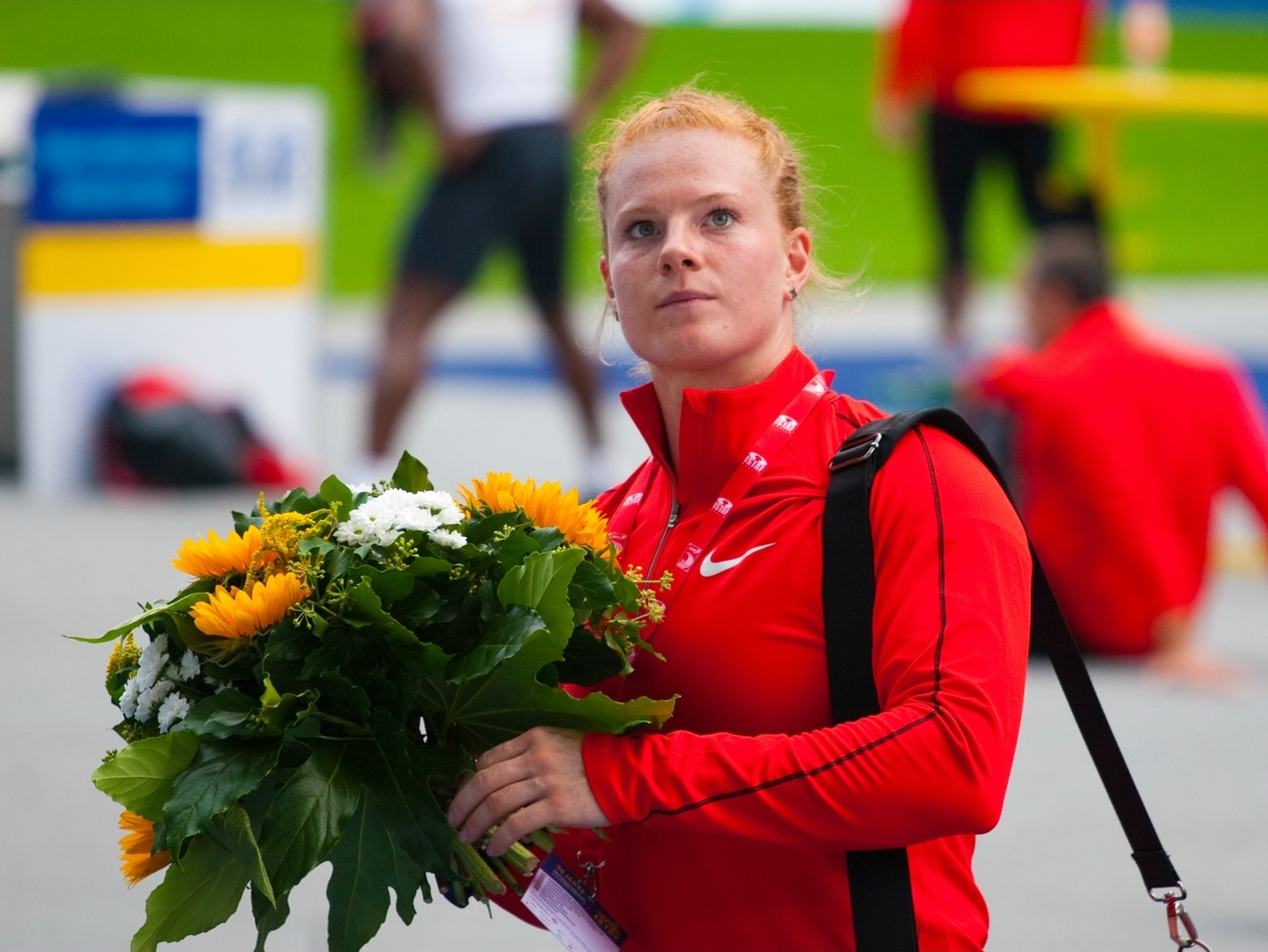
Betty Heidler siegte mit neuer Saisonbestleistung

Betty Heidler aus Deutschland, die als eine der Favoritinnen in den Wettbewerb ging, gewann mit 76,38 m im fünften Wurf nach ihrem WM-Titel 2007 die zweite Goldmedaille in ihrer Laufbahn. Selbst ihr zweitbester Versuch von 75,92 m hätte zum Sieg gereicht. Die ehemalige Weltrekordlerin Tatjana Lysenko aus Russland, die zuvor zwei Jahre wegen Dopingmissbrauchs gesperrt war und als Titelverteidigerin an den Start ging, errang mit 75,65 m die Silbermedaille. Die amtierende Weltmeisterin Anita Włodarczyk aus Polen – mit 78,30 m im Juni 2010 auch Weltrekordlerin – wurde mit 73,34 m Dritte.
Es gab einen Dopingfall:

Die Moldawierin Zalina Marghieva, die auf den fünften Platz gekommen war, wurde nachträglich für zwei Jahre gesperrt, nachdem im Jahr 2013 ein Nachtest ihrer Dopingprobe von den Weltmeisterschaften 2009 positiv ausgefallen war. Unter anderem ihr EM-Resultat wurde gestrichen.

### Speerwurf
| Platz | Athletin            | Land | Weite (m) |
| ----- | ------------------- | ---- | --------- |
| 1     | Linda Stahl         | GER  | 66,81     |
| 2     | Christina Obergföll | GER  | 65,58     |
| 3     | Barbora Špotáková   | CZE  | 65,36     |
| 4     | Katharina Molitor   | GER  | 63,81     |
| 5     | Mercedes Chilla     | ESP  | 61,40     |
| 6     | Martina Ratej       | SLO  | 60,99     |
| 7     | Madara Palameika    | LAT  | 60,78     |
| 8     | Jarmila Klimešová   | CZE  | 56,50     |

Finale: 29. Juli 2010, 20:40 Uhr
Kurzbericht:

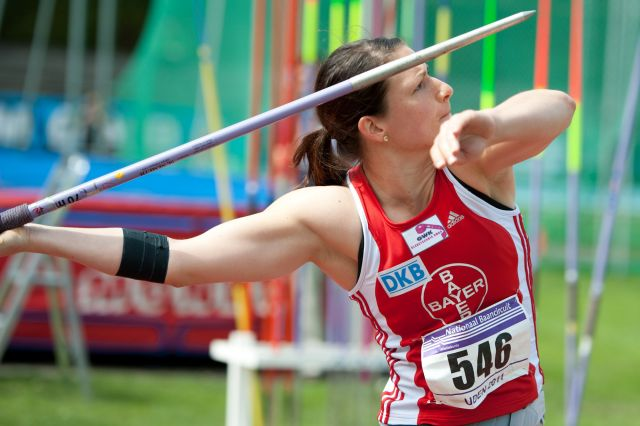
Überraschender Sieg für Linda Stahl

Durch Linda Stahl und Christina Obergföll kam es zu einem deutschen Doppelsieg. Linda Stahl gewann mit persönlicher Bestleistung von 66,81 m im fünften Versuch die Goldmedaille. Die im Vorfeld höher eingeschätzte Christina Obergföll errang mit 65,58 m die Silbermedaille. Barbora Špotáková aus Tschechien – Weltrekordlerin mit 72,28 m aus dem Jahr 2008 – kam mit 65,36 m auf den dritten Platz.
Auch im Speerwurf gab es einen Dopingfall:

Die zunächst fünftplatzierte Russin Marija Abakumowa hatte bereits ihre Silbermedaille von den Olympischen Spielen 2008 verloren. Nun wurden ihr auch ihre Medaillen und Platzierungen von den Weltmeisterschaften 2009/2011 und den Europameisterschaften 2010 aberkannt.

### Siebenkampf

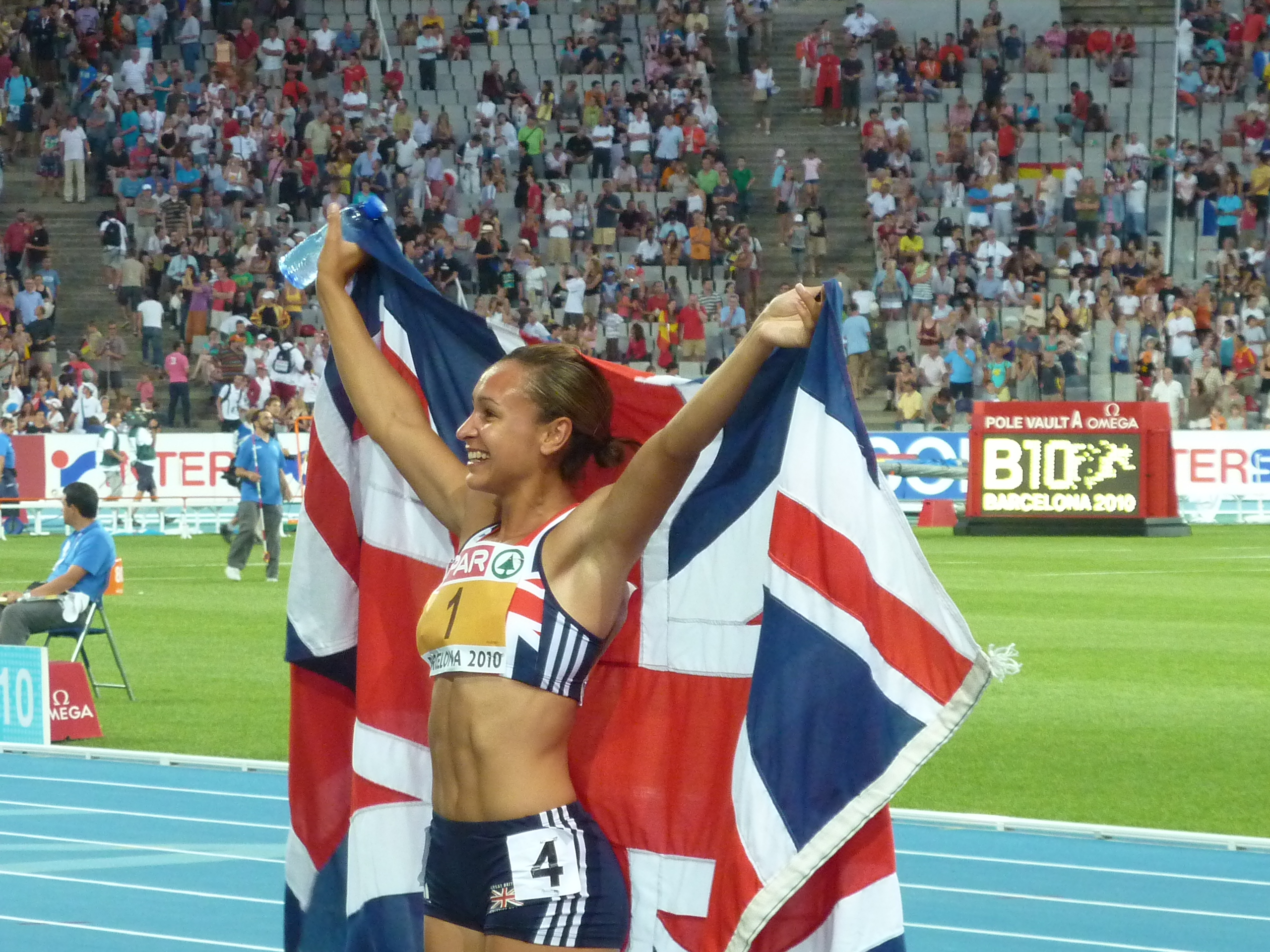
Jessica Ennis –2009 Weltmeisterin und nun Europameisterin

| Platz | Athletin            | Land | Punkte  |
| ----- | ------------------- | ---- | ------- |
| 1     | Jessica Ennis       | GBR  | 6823 CR |
| 2     | Natalija Dobrynska  | UKR  | 6778000 |
| 3     | Jennifer Oeser      | GER  | 6683000 |
| 4     | Karolina Tymińska   | POL  | 6230000 |
| 5     | Ljudmyla Jossypenko | UKR  | 6206000 |
| 6     | Eliška Klučinová    | CZE  | 6187000 |
| 7     | Marina Gontscharowa | RUS  | 6186000 |
| 8     | Maren Schwerdtner   | GER  | 6167000 |

Datum: 30./31. Juli 2010

Kurzbericht:
Die klar favorisierte amtierende Weltmeisterin, die Britin Jessica Ennis, siegte souverän mit EM-Rekord und persönlicher Bestleistung von 6823 Punkten. Die Olympiasiegerin von 2008 Natalja Dobrynska wurde ebenfalls mit persönlicher Bestleistung Zweite. Die deutsche WM-Zweite von 2009 Jennifer Oeser errang mit persönlicher Bestleistung von 6683 Punkten Bronze. Ennis war in den Einzeldisziplinen 100 Meter Hürden, Hochsprung und 200 Meter die beste Athletin, Oeser erreichte im Weitsprung und Dobrynska im Kugelstoßen die jeweils größte Weite.
Im Siebenkampf ist ein Dopingfall zu benennen:

Der zunächst viertplatzierten Russin Tatjana Tschernowa waren aufgrund von Blutdoping bereits ihr WM-Titel von 2011 und ihre olympische Bronzemedaille von den 2012 aberkannt worden. Zusätzlich wurden jetzt auch ihre Medaillen und Platzierungen von Olympischen Spielen 2008 und den Europameisterschaften 2010 annulliert, nachdem ihr die Einnahme von Turinabol nachgewiesen wurde. Gesperrt wurde sie bis Februar 2019.

## Videolink
- Highlights European Athletics Championships Barcelona 2010, youtube.com (englisch), abgerufen am 23. Februar 2023